# Tổng trấn Genova
Tổng trấn của Genova là người đứng đầu nhà nước của Cộng hòa Genova, một thị quốc và ngay sau đó là một nước cộng hòa hàng hải, từ năm 1339 cho đến khi nhà nước này giải thể vào năm 1797. Ban đầu các vị tổng trấn được bầu với nhiệm kỳ trọn đời, nhưng từ sau năm 1528 thì các tổng trấn được bầu với nhiệm kỳ hai năm môt lần. Nền Cộng hòa được cai trị bởi một nhóm nhỏ các gia đình thương gia, những người sau đó có thể được chọn làm tổng trấn.

## Trong xưng hô
Hình thức xưng hô đối với quan tổng trấn Genova ban đầu là "eccelso" (quý ngài cao quý), sau đó là "illustrissimo" (quý ngài lừng lẫy nhất), "eccellentissimo" (quý ngài xuất sắc nhất), và cuối cùng là "serenissimo principe" (thân vương rất tôn quý), "signore" (lãnh chúa), hoặc là "altezza serenissima" (tổng trấn điện hạ).

## Lịch sử
Simone Boccanegra (Tiếng Liguria: Scimón Boccanéigra), người được dân chúng tôn lên làm Tổng trấn đầu tiên vào năm 1339, khởi đầu thời kỳ "Tổng trấn vĩnh viễn" , khi Tổng trấn giữ chức vụ suốt đời. Simone Boccanegra là một nhân vật nổi tiếng, đến mức câu chuyện của ông được bất tử hóa trong vở opera của Giuseppe Verdi. Trong giai đoạn từ năm 1339 – 1528, Tổng trấn được bầu chọn bởi toàn dân mà không có bất kỳ giới hạn nào. Tuy nhiên, chức vụ này thường không ổn định: Chỉ một Tổng trấn duy nhất trong thời kỳ này giữ được vị trí quá 8 năm. Nhiều người từ chức, bị trục xuất hoặc thậm chí không hoàn thành nổi một ngày tại vị. Genoa không tin tưởng hoàn toàn vào các Tổng trấn, nên họ bị kiểm soát bởi các ủy ban hành pháp và không được trực tiếp quản lý ngân quỹ nhà nước (Casa di San Giorgio). Các gia đình quý tộc và thương nhân giàu có như Adorno, Fregoso (hoặc Campofregoso), Spinola, Grimaldi, Doria, và Durazzo, thường tranh giành quyền lực để đưa người của mình lên vị trí này: Tomaso di Campofregoso từng làm Tổng trấn ba lần (1415, 1421, 1437). Paolo Fregoso, tổng giám mục Genova, nổi tiếng với việc bắt cóc một Tổng trấn đương nhiệm, buộc ông này từ chức, và sau đó, khi bị lật đổ, trở thành cướp biển. Việc tranh giành quyền lực đôi khi dẫn đến những tình huống kỳ lạ: Năm 1389, một ứng viên thất bại quay về từ nơi lưu đày cùng 7.000 người ủng hộ, ăn tối thân thiện với Tổng trấn đương nhiệm, rồi nhẹ nhàng "thay thế" ông ta với lý do người này chỉ là "phó tạm thời" trong thời gian ông vắng mặt.
Andrea Doria, một đô đốc và chính khách nổi tiếng, đã tiến hành cuộc cải cách lớn vào năm 1528: Ông chấm dứt chế độ "Tổng trấn vĩnh viễn", giới hạn nhiệm kỳ của Tổng trấn xuống còn hai năm. Quyền bầu chọn Tổng trấn được giao cho Đại hội đồng (Gran Consiglio), nơi quy tụ các thành viên của giới quý tộc. Tầng lớp bình dân do đó bị loại khỏi danh sách ứng cử viên. Mặc dù không nắm chức Tổng trấn, Andrea Doria cai trị Genova như một nhà độc tài thực tế, đưa thành phố vào thời kỳ phục hưng, nhờ mối quan hệ chặt chẽ với Đế quốc Tây Ban Nha và lợi ích từ tài chính ngân hàng. 
Năm 1797, Genova bị sáp nhập vào Cộng hòa Liguria, một nhà nước vệ tinh của Pháp sau một thời gian dài suy yếu. Dinh Tổng trấn (Palazzo Ducale), nơi các Tổng trấn từng cai trị, bị binh lính Pháp và dân chúng cướp phá, chấm dứt hoàn toàn vai trò lịch sử của chức vụ Tổng trấn ở đây.
Palazzo Pubblico, nơi mà các Tổng trấn từng làm chủ tọa, đã được mở rộng vào năm 1388 để phù hợp với người cai trị mới và phong cách chính quyền mới, đây là lần đầu tiên trong một loạt các cuộc tái thiết triệt để. Nó được đổi tên thành Palazzo Ducale và được xây dựng lại một cách tráng lệ vào thế kỷ 16. Một điều thú vị với Dinh Tổng trấn Genova là trong khi Dinh Tổng trấn Venezia được trang trí lộng lẫy, mỗi Tổng trấn của Genova phải tự mang đồ đạc cá nhân vào dinh khi nhậm chức và mang đi khi rời nhiệm kỳ. Cho đến gần đây, palazzo này là nơi đặt các tòa án, nhưng hiện tại nó hoạt động như trung tâm văn hóa của Genova.

## Bầu cử
Cuộc bầu cử Tổng trấn diễn ra thông qua cuộc bỏ phiếu của các thành viên của Đại hội đồng và Tiểu Hội đồng của Genova họp tại một căn phòng có cùng tên tại Dinh Tổng trấn. Cuộc bỏ phiếu diễn ra bằng cách rút ra năm mươi quả bóng vàng được đựng trong một chiếc bình đặt trước ngai vàng. Nhờ một loạt các cuộc bỏ phiếu liên tiếp, số lượng ứng cử viên đã giảm xuống còn sáu và trong số những người sau, người giành được số phiếu cao nhất sẽ được bầu làm Tổng trấn.

## Danh sách

### Tổng trấn Vĩnh viễn (1339 – 1528)
| Tên (Sinh – mất) | Gia huy | Chân dung | Thời gian giữ chức                           | Ghi chú |
| --- | ------- | --------- | -------------------------------------------- | --- |
| Simone Boccanegra (1301 – 1363) |         |           | 23 tháng 9 – 23 tháng 12 năm 1345            | Tổng trấn Genova đầu tiên. Sau khi nhậm chức không lâu, ông bị giới quý tộc phản đối, đồng thời mất đi sự ủng hộ của người dân. Do đó, ông từ bỏ quyền lực và tị nạn ở Pisa. |
| Giovanni da Murta (? – 1360) |         |           | 25 tháng 12 năm 1345 – 6 tháng 1 năm 1350    | Trong thời kỳ cai trị của mình, ông cố gắng ổn định thành phố bằng cách đối phó với các cuộc xung đột giữa các gia tộc quý tộc, đặc biệt là nhà Grimaldi. Ông tổ chức một hạm đội để đánh bại nhà Grimaldi, buộc họ phải chạy trốn sang Marseille. Sau đó, ông gửi hạm đội này đến đảo Khios để bảo vệ thuộc địa của Genova khỏi cuộc bao vây của hãn Ganī Bek. Để trả công cho đô đốc Simone Vignoso và các nhà đầu tư, ông cho phép họ khai thác tài nguyên của Chios. Cuối nhiệm kỳ, ông cố gắng củng cố quyền lực của Genova tại Corsica. Qua đời vì dịch hạch trong một đợt dịch hạch lớn tại châu Âu vào năm 1350. Ông được cho là không cho phát hành đồng grosso trong suốt thời gian trị vì của mình. |
| Giovanni da Valente (1280 – 1360) |         |           | 6 tháng 1 năm 1350 – 8 tháng 10 năm 1353     | Trong nhiệm kỳ của ông, căng thẳng giữa Genova và Venezia leo thang thành chiến tranh mở, đặc biệt sau khi ông cố gắng loại bỏ hoàn toàn ảnh hưởng của Venezia khỏi Biển Đen. Những nỗ lực này đến cùng không thành công. Đối mặt với nguy cơ nội chiến và hoạ ngoại xâm, gia tộc Visconti được hội đồng Genova mời vào và do đó quyền lực Tổng trấn suy giảm. Bản thân Giovanni từ chức không lâu sau đó. |
| Dưới quyền lãnh chúa Visconti (1353 – 1356) - Guglielmo Pallavicino (1353 – 1355) - Luchino Dal Verme (1355 – 1356) - Gaspare Visconti (1356) |         |           |                                              | |
| Simone Boccanegra (1301 – 1363) |         |           | 15 tháng 11 năm 1356 – 3 tháng 3 năm 1363    | Năm 1356, với sự ủng hộ của nhà Visconti, Boccanegra trở về Genoa và tiếp tục giữ chức vụ Tổng trấn. Tám năm sau đó, ông qua đời, có lẽ là do bị đầu độc bởi những kẻ ám sát từ gia tộc Adorno và Fregoso, những người mà từ đó đã tăng cường đấu tranh giành quyền kiểm soát dinh tổng trấn. |
| Gabriele Adorno (1320 – 1383) |         |           | 14 tháng 3 năm 1363 – 13 tháng 8 năm 1370    | Trong thời gian cai trị của mình, ông nỗ lực cân bằng quyền lực giữa hai phe Guelfi và Ghibellini. Ông trục xuất vĩnh viễn hậu duệ gia tộc Boccanegra và đối phó với mâu thuẫn giữa các gia tộc quyền lực như Spinola, Doria, Fieschi và Del Carretto. Trong đối ngoại, ông ký hiệp ước lịch sử với vua Pierre I của Síp (1365), bước đầu mở rộng quyền lực của Genova trên đảo, và củng cố sự thống trị ở Crimea. Dù đạt nhiều thành tựu, sự bất mãn trong dân chúng vì thuế cao dẫn đến cuộc nổi dậy do Domenico Fregoso lãnh đạo. Ông bị lật đổ vào ngày 13 tháng 8 năm 1370 rồi sau đó bị bắt giam nhưng được giải thoát nhờ sự can thiệp của Hồng y Stefano Teobaldeschi. |
| Domenico Fregoso (1325 – 1390) |         |           | 13 tháng 8 năm 1370 – 17 tháng 6 năm 1378    | Lên ngôi sau một cuộc đảo chính chống lại Tổng trấn tiền nhiệm. Ông tiếp tục tham gia tranh giành bá chủ trên biển với người Venezia và thành công chiếm đóng Síp. Tuy nhiên Fregoso phải đối mặt với nhiều thách thức khác, bao gồm xung đột với các nhóm lính đánh thuê như "Compagnia di ventura della Stella". Vào năm 1378, trong bối cảnh chiến tranh với nhóm này, ông bị lật đổ bởi Antoniotto Adorno, người sau đó trở thành Tổng trấn thứ bảy của Genova. Sau khi bị phế truất, Fregoso bị lưu đày khỏi Genova và tham gia vào các hoạt động quân sự chống lại Cộng hòa Venezia trong Chiến tranh Chioggia. Ông cũng cố gắng thay thế Hoàng đế Đông La Mã Ioannes V Palaiologos bằng con trai mình, Giacomo Fregoso, nhưng không thành công                                                                    |
| Antoniotto Adorno (1340 – 1398) |         |           | 17 tháng 6 năm 1378                          | Lên ngôi sau một cuộc đảo chính chống lại Tổng trấn tiền nhiệm cùng Nicolò Guarco. Sau đó, ông bị Nicolò gây áp lực từ chức ngay hôm đảo chính đó rồi không lâu sau đó thì bị trục xuất khỏi Genova. |
| Nicolò Guarco (1325 – 1385) |         |           | 17 tháng 6 năm 1378 – 7 tháng 4 năm 1383     | Trong thời gian cai trị của mình, ông cố gắng hoà giải xung đột nội bộ giữa các gia tộc trong triều đình và cố gắng ngăn chặn các cuộc nổi dậy tại Corsica. Ông cũng đối phó thành công khi đội lính đánh thuê "Compagnia della Stella" khi họ đến đánh phá một số thành phố tại Genova vào năm 1379. Chiến tranh Chioggia kết thúc dưới thời của ông, và với Hoà ước Turin cùng chính những hành động sau đó nhằm bù đắp thiệt hại chiến tranh đã kích động quần chúng nổi dậy, và cho dù có làm thế nào đi chăng nữa thì họ đến cuối cùng cũng lật đổ được ông vào năm 1384 với sự trợ giúp của hai gia tộc Fregoso và Adorno. |
| Federico da Pagana (1315 – 1406) |         |           | 7 tháng 4 năm 1383                           | Con trai của một thợ thuyền. Bầu lên với sự ủng hộ của dân chúng, tuy nhiên một uỷ ban gồm 40 người đã bác bỏ kết quả bầu cử này. |
| Leonardo Montaldo (1319 – 1384) |         |           | 7 tháng 4 năm 1383 – 15 tháng 6 năm 1384     | Bầu lên bởi một uỷ ban dù dân chúng chấp nhận vị Tổng trấn tiền nhiệm, có khả năng là vì lời hứa là sẽ trị vì trong 6 tháng (mặc dù ông trị vì dài hơn khoảng thời gian đó). Các biện pháp cai trị của ông khá ôn hoà (như việc thả vua Síp) và quản lý thuế khoá dưới thời ông hiệu quả. Mất vì dịch hạch. |
| Antoniotto Adorno (1340 – 1398) |         |           | 15 tháng 6 năm 1384 – 3 tháng 8 năm 1390     | Lên ngôi lần thứ hai sau các biến động chính trị tương đối bất ngờ ở vị trí Tổng trấn xứ Genova. Trong nhiệm kỳ này, ông theo đuổi chính sách hòa giải, phù hợp với lợi ích thương mại của thành phố. Năm 1386, ông cung cấp nơi trú ẩn cho Giáo hoàng Urban VI. Năm 1387, ông đạt được hòa bình với vua Aragon và sau đó tiến hành các cuộc đột kích vào các đảo và bờ biển Tunisia cùng với một số nhà nước châu Âu khác. Từ nhiệm bất ngờ năm 1390. |
| Giacomo Fregoso (1340 – 1420) |         |           | 3 tháng 8 năm 1390 – 6 tháng 4 năm 1391      | Thời kỳ ông nắm quyền chứ kiến sự trở lại dần dần của vị Tổng trấn tiền nhiệm của nhà Adorno mà ông không muốn ngăn cản vì mong muốn giải quyết xung đột trong hoà bình. Từ nhiệm trong yên bình, tuy nhiên các cuộc nổi dậy ở Savona cuối cùng đã khiến Adorno giam giữ ông lại cho đến năm 1396. |
| Antoniotto Adorno (1340 – 1398) |         |           | 6 tháng 4 năm 1391 – 16 tháng 6 năm 1392     | Antoniotto trở lại nắm quyền sau khi Giacomo Fregoso từ chức. Tuy nhiên, nhiệm kỳ này ngắn ngủi do sự bất ổn chính trị và mâu thuẫn nội bộ bắt nguồn từ chiến dịch quân sự chống lại vùng Savona, dẫn đến việc ông bị thay thế bởi Antoniotto di Montaldo vào ngày 16 tháng 6 năm 1392. |
| Antonio Montaldo (1368 – 1398) |         |           | 16 tháng 6 năm 1392 – 15 tháng 7 năm 1393    | Thời kỳ nắm quyền đầu tiên của ông chứng kiến sự đấu tranh phức tạp trong nội bộ nền Cộng hoà khi đó. Các cuộc bạo loạn bắt đầu theo sau các quyết định trả lại các lâu đài và toàn bộ tài sản cho các gia đình Fieschi và Spinola. Sau đó, Antoniotto Adorno bắt đầu kích động bạo loạn nhiều hơn, cùng với các quyết định trái ngược với ý muốn dân chúng muốn Antoniotto lên ngôi Tổng trấn khiến các cuộc bạo loạn trở nên nghiêm trọng hơn, buộc ông chấp nhận từ chức vào ngày 15 tháng 7 năm 1393. |
| Pietro Fregoso (1330 – 1404) |         |           | 15 tháng 7 năm 1393                          | Ông được bổ nhiệm hoặc tự bổ nhiệm mình vào chức vụ Tổng trấn theo các tài liệu khác nhau. Chuyển giao quyền lực bằng vũ lực cho Clemente Promontorio chỉ vài giờ sau khi nắm quyền. |
| Clemente Promontorio (1340 – 1415) |         |           | 15 – 16 tháng 7 năm 1393                     | Từ bỏ vào ngày hôm sau sau một cuộc thỏa hiệp giữa các đảng quý tộc và bình dân ngay trong đêm ông nhậm chức. |
| Francesco Giustiniani Garibaldo (1336 – 1408) |         |           | 16 tháng 7 – 30 tháng 8 năm 1393             | Giữ chức cho đến khi phe Moltado quay trở lại và đề cử vào vị trí Tổng trấn. |
| Antonio Montaldo (1368 – 1398) |         |           | 30 tháng 8 năm 1393 – 24 tháng 5 năm 1394    | Thời kỳ nắm quyền thứ hai của ông tiếp tục chứng kiến lối cai trị đầy mẫu thuẫn khi ông tiếp tục ủng hộ cho các thế lực đại quý tộc và bỏ rơi các tầng lớp thấp hơn. Các quyết định thiếu khôn ngoan trong các chính sách, chủ yếu là về kinh tế và nội trị, đã dấy lên các cuộc nổi dậy khiến ông từ nhiệm. Ông sau đó còn cố gắng phục vị nhưng không thành công. |
| Nicolò Zoagli (1340 – 1408) |         |           | 24 tháng 5 – 17 tháng 8 năm 1394             | Giữ chức Tổng trấn cho đến khi bị các đối thủ trên chính trường và gây sức ép buộc ông từ chức. |
| Antonio Guarco (1360 – 1405) |         |           | 17 tháng 8 – 3 tháng 9 năm 1394              | Ông được lựa chọn làm tổng trấn theo hình thức thảy đồng xu, sau khi vị Tổng trấn tiền nhiệm bỏ vị trí còn các ứng viên hội đồng không thống nhất được người đứng đầu vị trí tổng trấn là ai trong hai ứng cử viên (người còn lại là Pietro Fregoso). Tuy nhiên việc bầu chọn như vậy gây bất mãn cho dân chúng. Các cuộc xung đột vũ trang giữa binh lính trung thành với các gia tộc diễn ra lẻ tẻ trong thành phố tạo điều kiện cho Antoniotto Adorno lúc đó tình cờ quay trở lại thành phố lên nắm quyền giữa lúc hỗn loạn. Mẫu thuẫn với chính quyền và các kẻ thù cũ chỉ chấm dứt khi Genoa nằm dưới sự bảo hộ của Pháp |
| Antoniotto Adorno (1340 – 1398) |         |           | 3 tháng 9 năm 1394 – 27 tháng 11 năm 1396    | Antoniotto được bầu lại năm 1394, tuy nhiên quá trình lên ngôi lần này rất khó khăn. Các biến động chính trị trong vùng Savona thông qua chính sách bành trướng của Charles VI buộc Adorno phải trao quyền bảo hộ nền Cộng hoà cho Pháp và từ chức tổng trấn . |
| Dưới quyền Pháp (1396 – 1409) - Antoniotto Adorno (1396 – 1397) - Vallerano di Lussemburgo (1397) - Borleo di Lussemburgo (1397 – 1398) - Pierre Fresnel (1397 – 1398) - Collart de Colleville (1398 – 1400) - Battista Boccanegra (1400 – 1401) - Battista De Franchi-Luxardo (1401) - Rinaldo d'Olivar (1401) - Jean II Le Meingre "Boucicaut" (1401 – 1409) - Gilbert III Motier de Lafayette (1409) - Ugo di Cholet (1409) |         |           |                                              | |
| Dưới quyền Phiên hầu quốc Monferrato (1409 – 1413) - Teodoro III xứ Monferrato (1409 – 1413) |         |           |                                              | |
| Hội đồng Bát Chưởng ấn (Governo degli otto Rettori) (1413) |         |           |                                              | |
| Giorgio Adorno (1350 – 1430) |         |           | 27 tháng 3 năm 1413 – 23 tháng 3 năm 1415    | Em trai của Antoniotto Adorno. Ông tái khôi phục lại toàn bộ lãnh thổ Liguria cổ thông qua các cuộc đàm phán với xứ Monferrato, Firenze và một số nhà nước Ý nhỏ hơn khác, đồng thời ban hành hiến pháp mới. Tuy nhiên, các cuộc xung đột (sau chuyển thành xung đột vũ trang) giữa hai phe guelfe và ghibelline trong nhà nước Genova cuối cùng khiến ông phải thoái vị dưới sự khuyên nhủ của ba người: Barnaba Guano, Giacomo Giustiniani và Antonio Doria. |
| Chính phủ Lưỡng Chưởng ấn (Tomaso Fregoso và Giacomo Giustiniani) (1415) |         |           |                                              | |
| Barnaba Guano (1370 – 1454) |         |           | 29 tháng 3 – 3 tháng 7 năm 1415              | Giai đoạn đầu cai trị của ông khá yên ổn với sự trợ giúp từ hai cố vấn là Tomaso Fregoso và Giorgio Adorno. Tuy nhiên sai lầm trong việc trấn áp cuộc nổi loạn ở Orsi cùng các tin đồn và hành động theo sau khiến Tổng trấn mất dần sự ủng hộ, kể cả từ các cố vấn của ông. Hai người theo đó loại bỏ ông bằng cách dụ ông đến khu vực San Tommaso, sau đó bao vây và đánh đuổi lính gác xung quanh, khiến ông phải từ chức. |
| Tomaso Fregoso (1370 – 1440) |         |           | 4 tháng 7 năm 1415 – 23 tháng 11 năm 1421    | Trong thời kỳ cai trị đầu tiên của ông được chú ý đến với những cuộc tiếp đón long trọng nhiều nhân vật quyền lực (chẳng hạn như Giáo hoàng đối lập John XXIII); những món quà xa hoa cho Pháp, Firenze và Savoia và các cuộc nổi loạn bất tận cả ở chính quốc và thuộc địa Corsica với sự nhúng tay của ngoại quốc. Một cuộc nổi loạn như vậy với sự trợ giúp từ Lãnh chúa quốc Milan và Vương quyền quốc Aragon vào năm 1421 buộc vị Tổng trấn phải dâng quyền bảo hộ nền Cộng hoà cho nhà Visconti thành Milan. |
| Dưới quyền lãnh chúa Visconti (1421 – 1435) - Francesco Bussone (1421 – 1422) - Urbano di Sant'Alosio (1422) - Văn phòng Tứ Chưởng ấn (1422) - Francesco Bussone (1422 – 1424) - Giacomo degli Isolani (1424 – 1428) - Bartolomeo della Capra (1428 – 1432) - Oldrado di Lampugnano (1432 – 1434?) - Oppizino di Alzate (1434 – 1435) - Francesco Barbavara (1435) - Erasmus Trivulzio (1435)                                  |         |           |                                              | |
| Bát Trưởng Tự quản Chính (Governo di otto Capitani di Libertà) (1435) |         |           |                                              | |
| Isnardo Guarco (1380 – 1458) |         |           | 28 tháng 3 năm 1436 – 3 tháng 4 năm 1436     | Lưu vong trở về Genova từ Milan và được dễ dàng đề cử lên vị trí Tổng trấn. Tuy nhiên, xung đột từ hai gia tộc chính trong chính phủ là Fregoso và Adorno cùng với những tin đồn rằng ông là bù nhìn của Milan khiến ông không có đủ sức mạnh chống lại quân đội của Tomaso Fregoso khi ông ta đem quân tiến vào dinh Tổng trấn 7 ngày sau khi ông nắm quyền. |
| Tomaso Fregoso (1370 – 1440) |         |           | 3 tháng 4 năm 1436 – 24 tháng 3 năm 1437     | Phế truất Tổng trấn tiền nhiệm bằng vũ lực. Bị chi phối bởi xung đột giữa Milan và Genova, ông bất ngờ bị lật đổ trong thời gian ông vắng mặt tại Genova bởi một cuộc tấn công bất ngờ của thành Milan cùng sự hậu thuẫn của em trai ông là Battista Fregoso. |
| Battista Fregoso (1380 – 1430) |         |           | 24 tháng 3 năm 1437                          | Em trai Tomaso Fregoso. Tuyên bố là Tổng trấn Genova dưới sự giúp đỡ quân sự từ Milan, tuy nhiên anh trai sớm quay trở lại ngay trong ngày và đẩy lui được quân đội Milan. Ông sau còn nổi loạn khi anh trai phục chức cho ông, tuy nhiên ông vẫn là một trong những chỉ huy quan trọng chống quân Milan cho đến lúc mất. |
| Tomaso Fregoso (1370 – 1440) |         |           | 24 tháng 3 năm 1437 – 18 tháng 12 năm 1442   | Lên ngôi trở lại sau khi đẩy lùi người Milan cùng em trai ra khỏi thành phố. Về đối nội, ông tiếp tục ban hành luật lệ mới nhằm tiết giảm chi phí. Về đối ngoại, ông theo đuổi chính sách ủng hộ René xứ Anjou và chống Milan cùng các đồng minh của thành phố này, đặc biệt là trong vấn đề kế vị ngôi vương xứ Napoli. Các hành động bổ nhiệm người nhà cho vị trí chỉ huy chiến dịch hải quân chống lại liên minh Aragon-Milan tại Napoli không lâu sau đó khiến căng thẳng trong nội bộ nền cộng hoà gia tăng, nhất là khi ông không ngăn chặn việc bổ nhiệm người thân nhiều vị trí dân sự khác trong nền cộng hoà trước đó. Đỉnh điểm sự mâu thuẫn đến khi một nhóm người có vũ trang do Giovanni Antonio Fieschi và Raffaele Adorno chỉ huy đột phá được vào Dinh Tổng trấn và khiến Thomas Fregoso phải từ chức. |
| Bát Trưởng Tự quản Chính (Governo di otto Capitani di Libertà) (1442) |         |           |                                              | |
| Raffaele Adorno (1375 – 1458) |         |           | 28 tháng 1 năm 1443 – 4 tháng 1 năm 1447     | Trong thời kỳ ông nắm quyền, ngoài những vấn đề nội bộ, ông còn phải đối mặt với tình hình ngoại giao khó khăn của Genova: thất bại trước Aragon liên quan đến tranh chấp quyền kế vị ở vương quốc Napoli, các cuộc cướp phá bờ biển ngày càng tăng từ các nhóm hải tặc Catalan và Barbary, cùng sức ép ngày càng tăng từ Milan trong suốt nhiệm kỳ của mình. Chuyển giao quyền lực (có lẽ là) trong hoà bình cho em trai Barnaba. |
| Barnaba Adorno (k. 1385 – 1459) |         |           | 4 – 30 tháng 1 năm 1447                      | Em trai Raffaele. Kế nhiệm anh trai trong gần 1 tháng làm tổng trấn trước khi bỏ chạy khỏi Dinh khi bị Giano Fregoso vây hãm ngoài cung điện liên quan đến sự bất mãn của nhà Fregoso sau khi ông được bầu lên. |
| Giano Fregoso (1405 – 1448) |         |           | 30 tháng 1 năm 1447 – 16 tháng 12 năm 1448   | Chiếm lĩnh ngôi vị Tổng trấn bằng vũ lực. Trong thời kỳ cai trị ngắn ngủi của mình, ông đối phó thành công với các âm mưu đảo chính (có sự nhúng tay của Pháp) và mâu thuẫn với giới quý tộc trong nước, lấy đất hầu quốc Finale và Sarzana, can thiệp vào cuộc tranh chấp kế vị của Milan, tăng cường giao thương ra nước ngoài và xác lập mối quan hệ thân thiết với Toà thánh. Mất sau cơn bạo bệnh cuối năm 1448. |
| Lodovico Fregoso (1415 – 1489) |         |           | 16 tháng 12 năm 1448 – 4 tháng 9 năm 1450    | Khi ông nhậm chức lần đầu vào năm 1448, ông đã cố gắng mở rộng lãnh địa và điều hoà xung đột trong gia tộc, giao quyền quản lý ở Corsica cho em trai họ Gian Galeazzo Fregoso và chấm dứt xung đột tại Firenze. Đến cuối nhiệm kỳ của mình, do sự thất bại trong các chiến dịch quân sự cũng như không thể làm rõ tình trạng chính phủ ở Corsina khi quyền hành thực tế rơi vào tay nhà Fregoso, ông có lẽ đã từ chức. |
| Pietro Fregoso (1412 – 1459) |         |           | 4 tháng 9 năm 1450 – Tháng 1/2 năm 1458      | Dưới thời ông, Genoa để mất nhiều thuộc địa ở phía Đông vào tay Aragon, Ottoman và Ngân hàng San Giorgio cũng như nhiều phần đất xứ Linguria cổ vào tay một số nhà nước lân cận Genova. Cuối cùng, trước sức ép trong nước và của hải quân Aragon (kể cả sau cuộc chiến tranh Genova-Aragon 1453 – 1454), ông buộc phải trao lại quyền cai trị Genova cho Pháp. |
| Dưới quyền Pháp (1458 – 1461) - Joan II xứ Lorraine (1458 – 1459) - Ludovico la Vallée (1459 – 1461) |         |           |                                              | |
| Bát Thợ Trưởng quản Chính (Governo di otto Capitani di artefici) (1461) |         |           |                                              | |
| Prospero Adorno (k. 1428 – 1485) |         |           | 12 tháng 3 năm 1461 – 17 tháng 7 năm 1461    | Thời kỳ trị vì ngắn ngủi của ông chủ yếu xoay quanh cuộc xung đột với Tổng giám mục Paolo Fregoso (liên minh với Pháp và sau là với xứ Aragon, thứ sẽ lật đổ ông vào tháng 7 cùng năm), xen kẽ với đó là chiến tranh với các xứ Savona và Aragon. |
| Spinetta Fregoso (1400 – 1467) |         |           | 18 – 24 tháng 7 năm 1461                     | Được tổng giám mục Paolo Fregoso hỗ trợ lên ngôi, tuy nhiên bị quân của người chú Lodovico Fregoso truất ngôi sau đó không lâu. |
| Lodovico Fregoso (1415 – 1489) |         |           | 24 tháng 7 năm 1461 – 14 tháng 7 năm 1462    | |
| Paolo Fregoso (1430 – 1498) |         |           | 14 – 31 tháng 7 năm 1462                     | Đồng giữ chức Tổng giám mục Genova. |
| Tứ Thợ Trưởng quản Chính (Governo di quattro Capitani di artefici) (1462) |         |           |                                              | |
| Lodovico Fregoso (1415 – 1489) |         |           | 31 tháng 7 năm 1462 – (1-8) háng 1 năm 1463  | Thuyêt phục được Tổng trấn tiền nhiệm nhường lại chức vụ của mình thông qua Spinetta Fregoso. Trong nhiệm kỳ lần này của mình, ông được nhớ đến với việc triệu tập của Hội đồng lớn để một lần nữa thảo luận về khoản tín dụng mà ông được hưởng. Bị chính người tiền nhiệm phế truất và giam cầm. |
| Paolo Fregoso (1430 – 1498) |         |           | 8 tháng 1 năm 1463 – (1-16) tháng 4 năm 1464 | Phế truất, giam cầm người tiền nhiệm trong một thời gian và bắt ông này nhượng pháo đài Castelletto. Bị Thượng Hội đồng (Consiglio degli Anziani) phế truất tháng 4 năm 1464, có lẽ do các âm mưu nội bộ trong nhà nước nói chung và trong nội bộ gia tộc Fregoso nói riêng. |
| Dưới quyền lãnh chúa Sforza (1464 – 1477) - Gaspare di Vimercate (1464) - Corrado da Fogliano (1464 – 1466) - Baldassarre della Corte (1466) - Sagramoro Menclozzo Visconte (1466 – 1468) - Corrado da Fogliano (1468 – 1470) - Giacomo Bovarello (1470 – 1470/1471) - Giovanni Pallavicino (1471 – 1473) - Guido Visconte (1473 – 1475) - Gian Francesco Pallavicino (1475 – 1477) - Gian Galeazzo Maria Sforza (1476 – 1477) |         |           |                                              | |
| Bát Thủ Ái quốc Chính (Governo degli otto Difensori della Patria) Lãnh tụ: Ibleto Fieschi (1477) |         |           |                                              | |
| Dưới quyền lãnh chúa Sforza (1477 – 1478) - Prospero Adorno (1477 – 1478) - Branda Castiglioni (1478) |         |           |                                              | |
| Bát Hộ Hoà Chính phủ (Governo con otto Pacificatori) Lãnh tụ: Prospero Adorno (1478) |         |           |                                              | |
| Thập nhị Trưởng chính phủ (Governo con dodici Capitani) Lãnh tụ: Prospero Adorno, Lodovico Fregoso (1478) |         |           |                                              | |
| Battista Fregoso (1452 – 1504) |         |           | 26 tháng 11 năm 1478 – 25 tháng 11 năm 1483  | Lật đổ chính phủ của Prospero Adorno thông qua vũ lực và qua việc hối lộ Ibleto Fieschi. Sau khi ông bị lật đổ bởi chú của mình (chỉ 5 năm sau khi nhậm chức), ông sống lưu vong tại Pháp và sau đó là Roma cho đến lúc mất. |
| Paolo Fregoso (1430 – 1498) |         |           | 25 tháng 11 năm 1483 – 6 tháng 1 năm 1488    | Lật đổ chính phủ của người tiền nhiệm. Bị buộc phải chạy trốn trong một cuộc nổi loạn chống lại ông năm 1488. Nền cộng hoà sau đó lại rơi vào tay nhà Sforza. |
| Dưới quyền lãnh chúa Sforza (1488) - Paolo Fregoso (1488) |         |           |                                              | |
| Thập nhị ... Chính (Governo di dodici cittadini) (1488) |         |           |                                              | |
| Dưới quyền lãnh chúa Sforza (1488 – 1499) - Agostino Adorno (1488 – 1499) - Corrado Stanga (1494 – 1499) |         |           |                                              | |
| Dưới quyền Pháp (1499 – 1507) - Scipione Barbavara (1499) - Philippe de Clèves (1499 – 1506) - Filippo Roccabertin (1506 – 1507) |         |           |                                              | |
| Paolo da Novi (1440 – 1507) |         |           | 10 – 27 tháng 4 năm 1507                     | Được lựa chọn sau khi dân chúng lật đổ sự cai trị của Pháp và tay sai là nhà Fieschi trong một hội đồng tám người "Bát Dân Bình Chính phủ" (delle Cappette). Bị quân Pháp và nhà Fieschi lật đổ sau đó, ông chạy trốn rồi bị Pháp và chính quyền Genova thân Pháp bắt giữ và xử tử không lâu sau đó. |
| Dưới quyền Pháp (1507 – 1512) - Philippe de Clèves (1507) - Rodolphe xứ Lanoy (1507 – 1508) - François Rochechouart (1508 – 1512) |         |           |                                              | |
| Giano Fregoso (1455 – 1525) |         |           | 29 tháng 6 năm 1512 – 25 tháng 5 năm 1513    | Chiến thành phố Genova trong khuôn khổ chiến tranh liên minh Cambrai (giai đoạn liên minh Thần thánh), tuy nhiên việc chiếm Genova không đổ máu do đàm phán với Thượng Hội đồng Cộng hoà Genova trước đó. Sau một năm tại vị với các cải cách liên quan đến an ninh cùng Hội đồng Balia thì quân Pháp tiến đánh Genova trở lại và buộc ông rời khỏi đây trên một chiến thuyền. |
| Dưới quyền Pháp (1513) - Antoniotto Adorno (1513) |         |           |                                              | |
| Ottaviano Fregoso (1477 – 1524) |         |           | 20 tháng 6 năm 1513 – 7 tháng 9 năm 1515     | Chiến đóng thành phố Genova sau các cuộc xung đột dai dẳng giữa phe Guelph (gia tộc Fresogo) chống Pháp và phe Ghibellines (gia tộc Adorno). Thời kỳ cai trị của ông chứng kiến việc xây dựng một số công trình Genova công cộng. Bị buộc phải dâng nền cộng hoà cho Pháp và làm việc như một thống đốc Genova cho Pháp sau đó. |
| Dưới quyền Pháp (1515 – 1522) - Ottaviano Fregoso (1515 – 1522) |         |           |                                              | |
| Antoniotto Adorno II (1479 – 1528) |         |           | 31 tháng 5 năm 1522 – 19 tháng 8 năm 1527    | Được bầu sau thất bại của quân Pháp tại Bicocca. Ông nổi tiếng vì ra lệnh phá huỷ cảng Savona khi thành phố chống lệnh Genova ngay trong năm ông cầm quyền, cũng như việc trục xuất các thành viên của gia tộc Fresogo khỏi nhà nước Cộng hoà này. Bị quân Pháp tấn công trở lại sau khi chiếm Savona trước đó không lâu (vào năm 1526) và phải tháo chạy khỏi thành phố. |
| Dưới quyền Pháp (1527 – 1528) - Teodoro Trivulzio (1527 – 1528) |         |           |                                              | |
| Thập nhị Tự Cải Chính (Governo dei dodici Riformatori di Libertà) (1528) |         |           |                                              | |

### Tổng trấn Hai năm (1528 – 1797)
| Tên (Sinh – mất)                                     | Gia huy | Chân dung | Thời gian giữ chức                          | Ghi chú |
| ---------------------------------------------------- | ------- | --------- | ------------------------------------------- | --- |
| Oberto Cattaneo Lazzari (1473 – 1533)                |         |           | 11 tháng 10 năm 1528 – 4 tháng 1 năm 1531   | Tổng trấn 2 năm đầu tiên của Genova. Nhiệm kỳ của ông chứng kiến sự phát triển cảng Genova cũng như hải quân của nó, cùng với việc tiếp đón long trọng Karl V trong chuyến hành trình tới Bologna năm 1529 để gặp giáo hoàng Clement VII. |
| Battista Spinola (1473 – 1533)                       |         |           | 4 tháng 1 năm 1531 – 4 tháng 1 năm 1533     | Trong nhiệm kỳ của mình, ông đã thành lập Toà Thẩm phán Thịnh vượng (Magistrato dell'Abbondanza) và giao cho nhà biên niên sử Giovanni Partenopeo biên soạn cuốn Annali della Repubblica dal 1520 al 1541 (Biên niên sử Cộng hòa từ năm 1520 đến năm 1541). |
| Battista Lomellini (1460 – 1540)                     |         |           | 4 tháng 1 năm 1533 – 4 tháng 1 năm 1535     | Thời kỳ của ông chứng kiến việc tiếp đón Karl V tại Rivarolo trong một cuộc họp với Thượng Hội đồng Genova cũng như hàn gắn quan hệ thương mại với Pháp. |
| Cristoforo Grimaldi Rosso (1480 – 1563)              |         |           | 4 tháng 1 năm 1535 – 4 tháng 1 năm 1537     | Trong nhiệm kỳ làm tổng trấn, ông đã thúc giục Thượng Hội đồng Genova gây quỹ để cải tạo và phục hồi các bức tường thành phố cổ. Ngay trước khi kết thúc nhiệm kỳ hai năm, ông đã kịp tham dự lễ đặt "viên đá đầu tiên" trong một buổi lễ long trọng. Ông cũng phải giải quyết trận động đất ngày 12 tháng 8 năm 1536 gây ra thiệt hại không nhỏ cho thủ đô Liguria cùng với ba cơn dư chấn sau đó. |
| Giovanni Battista Doria (1470 – 1554)                |         |           | 4 tháng 1 năm 1537 – 4 tháng 1 năm 1539     | Thời kỳ của ông chứng kiến bức tường bao quanh Genova được xây dựng gần cổng Acquasola. |
| Giannandrea Giustiniani Longo (1494 – 1554)          |         |           | 4 tháng 1 năm 1539 – 4 tháng 1 năm 1541     | Trong thời kỳ của mình, ông đã hỗ trợ khắc phục nạn đói trong thành phố, thành lập một số chức vụ công và xây dựng Porta d'Archi. |
| Leonardo Cattaneo Della Volta (1487 – 1572)          |         |           | 4 tháng 1 năm 1541 – 4 tháng 1 năm 1543     | Trong nhiệm kỳ của mình, ông đã thúc đẩy việc xây dựng các bức tường của cổng Khải Hoàn Môn, cải tạo tháp Grimaldina tại Dinh Tổng trấn và cảng Genoa, cũng như đối phó với nạn đói ở Ý năm 1541. |
| Andrea Centurione Pietrasanta (1471 – 1556)          |         |           | 4 tháng 1 năm 1543 – 4 tháng 1 năm 1545     | Nổi bật trong nhiệm kỳ ông tại vị là việc sửa chữa ngọn hải đăng Genova bị hư hại trong chiến tranh Liên minh Cambrai. |
| Giovanni Battista De Fornari (1484 – sau 1549)       |         |           | 4 tháng 1 năm 1545 – 4 tháng 1 năm 1547     | Lên ngôi bất chấp sự phản đối của nhà Vecchi. Trong nhiệm kỳ của mình, ông cố gắng cải tạo cảng thành phố và lòng sông Bisano cũng như nỗ lực khôi phục lại cảng Savona, thứ mà 12 năm trước ông muốn phá do thành phố này lúc đó có tham gia liên minh chống Genova. |
| Benedetto Gentile Pevere (1490 – 1555)               |         |           | 4 tháng 1 năm 1547 – 4 tháng 1 năm 1549     | Nhiệm kỳ ông cầm quyền nổi tiếng với âm mưu của Gianluigi Fieschi chống lại Adrea Doria ngay trong ngày ông nhậm chức do những cáo buộc từ nhà Fieschi xung quanh những bất thường trong cuộc bầu cử Tổng trấn của ông. |
| Gaspare Grimaldi Bracelli (1477 – 1552)              |         |           | 4 tháng 1 năm 1549 – 4 tháng 1 năm 1551     | Trong nhiệm kỳ tổng trấn của mình, ông phải đối mặt với nhiều âm mưu nội bộ nhằm chuyển hướng ảnh hưởng chính trị của Genova từ Tây Ban Nha sang Pháp, trong đó có âm mưu do hầu tước Giulio Cibo cầm đầu nhưng nhanh chóng bị trấn áp. Ngoài ra, ông cũng ra lệnh bắt giữ cựu tổng trấn Giovanni Battista De Fornari (1545 – 1547) vì tội phản bội nền Cộng hòa. Trong nhiệm kỳ của mình, ông đã đạt được thỏa thuận với Giáo hoàng Julius III để thành lập Cơ quan Quản lý Nữ tu (Magistrato delle Monache). |
| Luca Spinola (1489 – 1579)                           |         |           | 4 tháng 1 năm 1551 – 4 tháng 1 năm 1553     | Trong nhiệm kỳ, ông thuê lính đánh thuê từ khắp nước Ý để bảo vệ và giữ an ninh cho Cộng hòa. Ngoài ra, ông mua lại các khu nhà tồi tàn ở Maddalena, San Francesco di Castelletto và Fontane Marose rồi bán lại cho các gia đình quý tộc giàu có để xây dựng những dinh thự sang trọng. Dưới thời ông, việc xây dựng Vương cung thánh đường Santa Maria Assunta ở Carignano, do kiến trúc sư Galeazzo Alessi thiết kế cũng được khởi công. |
| Giacomo Promontorio (1508 – 1578)                    |         |           | 4 tháng 1 năm 1553 – 4 tháng 1 năm 1555     | Dưới thời ông, Genova dập tắt được phong trào giành độc lập tại Corsia (được Pháp và Ottoman hậu thuẫn) dưới sự hỗ trợ của Tây Ban Nha. Ngoài ra, dòng Tên cũng được thành lập và bắt đầu thành lập trường dạy tại đây. |
| Agostino Pinelli Ardimenti (1492 – 1566)             |         |           | 4 tháng 1 năm 1555 – 4 tháng 1 năm 1557     | Dưới thời ông, phong trào giành độc lập tại Corsia (được Pháp và Ottoman hậu thuẫn) vẫn tiếp tục diễn ra cho đến khi hoà ước ký kết năm 1556. Ngoài ra, đội lính vệ binh Tổng trấn mới gồm người Thuỵ Sĩ và người Đức được thành lập, thay thể đội lính người Ý cũ. |
| Pietro Giovanni Cybo Clavica (1480/1481 – 1559)      |         |           | 4 tháng 1 năm 1557 – 4 tháng 1 năm 1559     | Dưới thời ông, các hoạt động ngoại giao diễn ra tích cực nhằm tìm nơi nhập khẩu ngũ cốc thay thế cho nguồn cung trong nước, do người Sacaren ngày càng tiến hành nhiều hơn các cuộc đột kích vào nhà nước này, khiến nạn đói ở khu vực trở nên trầm trọng hơn. Ngoài ra ông cũng tiếp tục theo đuổi chính sách thù địch với Pháp và cử đại sứ Genova đến Levant và Trung Đông. Về đối nội, ông cùng người dân tham gia lât đổ sự cai trị của Alfonso II Del Carretto tại Hầu quốc Finale. |
| Girolamo Vivaldi (1495 – 1577)                       |         |           | 4 tháng 1 năm 1559 – 4 tháng 1 năm 1561     | Trong nhiệm kỳ của mình, ông đã nỗ lực thực hiện các biện pháp bảo vệ trật tự công cộng, ân xá cho một số tù nhân người Pháp bị giam giữ tại cảng Castiglione della Pescaia. |
| Paolo Battista de' Giudici (1490 – 1561)             |         |           | 4 tháng 1 – 27 tháng 9 năm 1561             | Mất khi đang tại nhiệm vì sức khỏe yếu. |
| Giovanni Battista Cicala Zoagli (1485 – 1566)        |         |           | 4 tháng 10 năm 1561 – 4 tháng 10 năm 1563   | Nhiệm kỳ của ông nổi tiếng với việc thắt chặt chi tiêu nhà nước, đưa Corse trở lại dưới quyền quản lý của quốc gia (thay vì dưới quyền quản lý của Ngân hàng San Gorgio như trước đây) và cố gắng giảm thiểu tác động nợ của Genova đối với các chủ nợ. |
| Giovanni Battista Lercari (1507 – 1592)              |         |           | 7 tháng 10 năm 1563 – 7 tháng 10 năm 1565   | Nhiệm kỳ của ông chứng kiến sự căng thẳng gia tăng giữa hai nhóm quý tộc "cũ" và "mới", bắt nguồn từ bắt nguồn từ các cuộc xung đột ở Corse, cái chết của đô đốc Andrea Doria và tình hình quốc tế biến động. Dù vậy, Genova vẫn đón tiếp nhiều nhân vật quan trọng, và Lercari bị chỉ trích vì tính lạm quyền của mình cũng như việc chi tiêu xa hoa khi tiếp đón các vị khách nước ngoài. |
| Ottavio Gentile Oderico (1499 – 1575)                |         |           | 11 tháng 10 năm 1565 – 11 tháng 10 năm 1567 | Việc chọn ông lên làm tổng trấn được cho là để cả hai phe quý tộc "cũ" và mới trong quốc hội Genova khi đó dễ bề kiểm soát ông. Trong nhiệm kỳ của mình, ông bị bắt phải xử lý vụ việc vị Tổng trấn tiền nhiệm là Giovanni Battista Lercari bị ép không được bổ nhiệm chức Procuratore perpetuo (Công tố viên vĩnh viễn) cũng như vụ việc con trai Stefano của ông này bị xét xử vì âm mưu ám sát một thượng nghị sĩ. Trong khi đó, ở chiều đối ngoại, ông giải quyết hậu quả của cuộc nổi loạn ở Corse do Sampiero Corso tiến hành dưới thời các Tổng trấn trước đó (theo ý của thượng nghị sĩ Giorgio Doria). Quan hệ giữa ông và Tòa thánh cung được cải thiện, theo sau cuộc bầu cử của Pius V. Cuối nhiệm kỳ, ông có xem xét dự án tu bổ cảng Genova của kiến trúc sư Gaspare Vassori. Tuy nhiên, khi nhiệm kỳ kết thúc, dự án này bị đình trệ và không được thực hiện do thiếu sự quan tâm từ chính quyền mới.                                                               |
| Simone Spinola (1497 – 1569)                         |         |           | 15 tháng 10 năm 1567 – 3 tháng 10 năm 1569  | Một trong số các sự kiện chính và có liên quan trong triều đại của ông là nỗ lực nhân đạo dẫn đến sự hòa giải quan hệ giữa Genova và thuộc địa Corse của nước này. Mất đột ngột ngay trước khi nhiệm kỳ làm Tổng trấn kết thúc. |
| Paolo Giustiniani Moneglia (1506 – 1586)             |         |           | 6 tháng 10 năm 1569 – 6 tháng 10 năm 1571   | Nhiệm kỳ hai năm của ông được đánh dấu bằng những giai đoạn xung đột giữa hai phe quý tộc chính và những đợt nạn đói buộc Tổng trấn và Thượng viện phải tìm kiếm nguồn cung cấp mới. Mặc dù thuộc về tầng lớp quý tộc "mới", nhưng ông đã duy trì một chính sách quản lý trung lập. Trong số các quyết định của mình, ông cũng đề xuất bổ nhiệm Alessandro Sauli làm giám mục giáo phận Aleria (Bắc Corsica) vào năm 1570. |
| Giannotto Lomellini (1519 – 1576)                    |         |           | 10 tháng 10 năm 1571 – 10 tháng 10 năm 1573 | Thời kỳ của ông chứng kiến sự vươn lên của Matteo Senarega, vị tổng trấn tương lai của nền cộng hòa, lúc này đang là chủ tịch Thượng viện, khi ông này tự tay ký kết các văn bản với quyền hạn tương đương với các thân vương nước ngoài, điều mà Genova không cho phép. Ngoài ra, quan hệ với thuộc địa Corse tiếp tục có sự cải thiện, khi cuộc binh biến của Sampiero Corso ở đây chính thức chấm dứt với việc con trai của Sampiero, Alfonso, trở về từ Pháp để đàm phán đầu hàng với Cộng hòa. |
| Giacomo Grimaldi Durazzo (1503 – 1579)               |         |           | 16 tháng 10 năm 1573 – 17 tháng 10 năm 1575 | Trong nhiệm kỳ của mình, ông phải đối mặt với tình hình chính trị bất ổn tại Genova. Các phe phái quý tộc "cũ" và "mới" đối đầu căng thẳng, từ tranh chấp trong Thượng viện lan rộng ra đường phố, dẫn đến một cuộc nội chiến vào thời điểm lễ hội Carnival năm 1575. Phe "mới" chiếm ưu thế, giành được sự ủng hộ của tầng lớp thợ thủ công và buộc chính quyền phải nhượng bộ, chấp nhận nhiều yêu cầu như xóa bỏ thuế rượu và cải cách hệ thống quý tộc. Phe "cũ" cố gắng phản đối nhưng thất bại, khiến quyền lực chính trị nghiêng hẳn về phe "mới". Tây Ban Nha và Giáo hoàng Gregory XIII tìm cách hòa giải nhưng không thành công, trong khi chính quyền Genova bị phe "cũ" coi là bất hợp pháp. Durazzo được bị cho là thụ động trong suốt toàn bộ cuộc khủng hoảng nói trên. Một lệnh ngừng chiến bắt đầu vào khoảng tháng 9, ngay trước khi ông kết thúc nhiệm kỳ làm việc của mình.                                                                                    |
| Prospero Centurione Fattinanti (1510/1520 – 1581)    |         |           | 17 tháng 10 năm 1575 – 17 tháng 10 năm 1577 | Nhiệm kỳ của Tổng trấn Prospero Centurione Fattinanti diễn ra trong bối cảnh Genova bị chia rẽ sâu sắc giữa hai phe quý tộc "cũ" và "mới". Phe "cũ" ngày càng suy yếu, trong khi phe "mới" nắm quyền và tìm cách liên minh với dân chúng. Do mang lập trường ôn hòa, mọt số đối thủ trong nhóm quý tộc "mới" không ủng hộ. Xung đột vẫn tiếp tục diễn ra trong suốt nhiệm kỳ của ông, kể cả khi hòa ước Casale do thành Roma chủ trì được ký kết năm 1576. |
| Giovanni Battista Gentile Pignolo (1525 – 1595)      |         |           | 19 tháng 10 năm 1577 – 19 tháng 10 năm 1579 | Trong nhiệm kỳ của mình, ông phải đối mặt với nhiều sự kiện, trong đó có sự lây lan của một bệnh dịch mới, đầu tiên là ở lãnh địa Savignone (ở phía trên thung lũng Scrivia, trên vùng đất phong kiến của các bá tước Fieschi) rồi nhanh chóng lan rộng đến Pontedecimo, thung lũng Polcevera, rồi đến Riviera và thành phố. Bản thân Tổng trấn, ngoài việc hỗ trợ y tế, còn nỗ lực hỗ trợ cấp các khoản vay từ Ngân hàng San Gorgio. |
| Nicolò Doria (1525 – 1592)                           |         |           | 20 tháng 10 năm 1579 – 20 tháng 10 năm 1581 | Trong nhiệm kỳ, Antonio Roccatagliata được bổ nhiệm làm sử gia chính thức của Cộng hòa. Roccatagliata tập trung vào việc cáo buộc Doria kiểm duyệt người tiền nhiệm Giovanni Battista Gentile Pignolo vì động cơ cá nhân, cho thấy xung đột giữa hai phe quý tộc vẫn âm ỉ dù đã có hòa ước Casale Monferrato (1576). Dù có những nghi vấn, Doria vẫn hoàn thành nhiệm kỳ mà không gặp trở ngại lớn, giúp Genova duy trì vị thế trên trường quốc tế. Năm 1581, ông tiếp đón Maria của Tây Ban Nha, góa phụ của Hoàng đế Maximilian II. Sau khi kết thúc nhiệm kỳ vào tháng 10 năm 1581, ông bị đánh giá bởi Hội đồng Giám sát Tối cao và chỉ được xác nhận chức danh procuratore perpetuo hai năm sau đó (1583). |
| Gerolamo De Franchi Toso (1522 – 1586)               |         |           | 21 tháng 10 năm 1581 – 21 tháng 10 năm 1583 | Nhiệm kỳ của ông tập trung vào cuộc chiến chống lại nạn cướp bóc và những căng thẳng ban đầu với Công quốc Savoia, sau này dẫn đến chiến tranh giữa hai thế lực ở miền tây bắc nước Ý. Ông cũng có những đóng góp trong lĩnh vực tôn giáo, cho phép xây dựng một nhà thờ mới ở trung tâm Genova, dành riêng cho Đức Mẹ Vô Nhiễm trên nền ngôi nhà thờ cũ San Paolo alla Porta (hay còn gọi là San Pietro in Banchi). Nhà thờ này sau đó được viếng thăm bởi sứ thần tòa thánh Francesco Bossio. |
| Gerolamo Chiavari (1521 – 1586)                      |         |           | 4 tháng 11 năm 1583 – 4 tháng 11 năm 1585   | Thuộc tầng lớp quý tộc "cũ". Tiếp tục chính sách trấn áp cướp bóc, giúp giảm đáng kể tình trạng này. Giorgio Centurione, vì những đóng góp của mình, được miễn thuế cùng gia đình. Trong nhiệm kỳ, một âm mưu lật đổ chính quyền bị phát hiện do Nicolò Salvago và Aurelio Cattaneo chủ mưu. Hai kẻ này sau đó không lâu bị xử trảm. Về đối ngoại, Genova đón tiếp một phái đoàn Nhật Bản đến châu Âu để triều cống Giáo hoàng Sixtus V. |
| Ambrogio Di Negro (1519 – 1601)                      |         |           | 8 tháng 11 năm 1585 – 13 tháng 11 năm 1587  | Nhiệm kỳ của ông gặp nhiều khó khăn do xung đột giữa các phe quý tộc, tội phạm và bất ổn chính trị, khiến chính quyền Genova phải xem xét cải cách tư pháp nhưng không đạt kết quả đáng kể. Ông bị chỉ trích vì thiên vị Tây Ban Nha và chính sách ưu tiên giới giàu có. Cuối nhiệm kỳ, ông bị xét xử bởi hội đồng giám sát tối cao. Nhà biên niên sử Antonio Roccatagliata mô tả ông là người kiêu ngạo. Di Negro cũng là tổng trấn Genova đầu tiên nhận danh hiệu "Serenissimo" từ Hoàng đế Rudolf II vào năm 1587. |
| Davide Vaccari (1518 – 1607)                         |         |           | 14 tháng 11 năm 1587 – 14 tháng 11 năm 1589 | Nhiệm kỳ của ông tập trung vào những căng thẳng lãnh thổ với Công quốc Savoia, |
| Battista Negrone (1530 – 1592)                       |         |           | 20 tháng 11 năm 1589 – 15 tháng 11 năm 1591 | Những hành động chính của ông trong thời gian làm tổng trấn là việc hoàn thành Loggia della Mercanzia ở Piazza Banchi, tiếp tục các công trình tại Dinh Tổng trấn và trùng tu Palazzetto Criminale. Trong số những sự kiện bi thảm trong nhiệm kỳ hai năm của Tổng trấn có một đợt hạn hán nghiêm trọng không chỉ xảy ra ở Genoa mà còn trên toàn bộ bán đảo Ý, đến cuối cùng nạn đói được giải quyết. |
| Giovanni Agostino Giustiniani Campi (1538 – 1613)    |         |           | 27 tháng 11 năm 1591 – 26 tháng 11 năm 1593 | Ông không được nhiều sự ủng hộ khi bầu làm Tổng trấn do mọt số mâu thuẫn trong quá khứ với Đại Hội đồng. Nhiệm kỳ cuả ông đáng chú ý với những mâu thuẫn xung quanh Tổng Giám mục Genova là Alessandro Centurione, người mà sau này đã bị cách chức bởi Giáo hoàng Clement VIII cách chức vì hành vi không phù hợp. Nhiệm kỳ của ông bị đánh giá tiêu cực bởi hội đồng giám sát tối cao, và mãi đến năm 1598, ông mới được bổ nhiệm làm Công tố viên vĩnh viễn. |
| Antonio Grimaldi Cebà (1534 – 1599)                  |         |           | 27 tháng 11 năm 1593 – 26 tháng 11 năm 1595 | Nhiệm kỳ cuả ông đáng chú ý với việc Giáo hoàng Clement VIII cách chức Tổng Giám mục Genova là Alessandro Centurione. Về chính trị, Genova bắt đầu đàm phán mua lại lãnh thổ Sassello từ Gianandrea Doria, cháu của đô đốc Andrea Doria. Thương vụ này hoàn tất vào năm 1616 với giá 160.000 florin. Ông cũng gặp khó khăn trong việc sáp nhập Phiên hầu quốc Zuccarello do xung đột với Công quốc Savoia. |
| Matteo Senarega (1534 – 1606)                        |         |           | 5 tháng 12 năm 1595 – 4 tháng 12 năm 1597   | Trong nhiệm kỳ của ông, người ta nhớ đến việc trục xuất người Do Thái khỏi Genoa, cũng như cuộc chiến cá nhân của ông chống lại sự tham nhũng của các thẩm phán hình sự trong việc thực thi công lý. |
| Lazzaro Grimaldi Cebà (1520 – 1599)                  |         |           | 7 tháng 12 năm 1597 – 16 tháng 2 năm 1599   | Được bầu một cuộc bầu cử căng thẳng giữa các phe phái quý tộc. Cuối năm 1598, ông đón tiếp các đại diện hoàng gia Áo tại Genova trước khi họ khởi hành đến Tây Ban Nha để tham dự hôn lễ của Margarete của Áo và Isabella Clara Eugenia nhà Habsburg. Sức khỏe ông suy yếu nghiêm trọng do các sự kiện trên, dẫn đến một cơn đột quỵ khiến ông qua đời ngày 16 tháng 2 năm 1599, kết thúc nhiệm kỳ sớm 10 tháng. |
| Lorenzo Sauli (1535 – 1601)                          |         |           | 22 tháng 2 năm 1599 – 21 tháng 2 năm 1601   | Trong nhiệm kỳ, ông giải quyết vấn đề liên quan đến Phiên hầu quốc Finale, nhưng không thành công trong việc ngăn chặn việc bán lãnh thổ này cho Milan, rồi là Tây Ban Nha. Ông cũng tiếp đón các nhân vật hoàng gia như Albrecht VII của Áo, Margarete của Áo và Maria de' Medici. Kết thúc nhiệm kỳ và bị ám sát trong cùng năm. |
| Agostino Doria (1540 – 1607)                         |         |           | 24 tháng 2 năm 1601 – 25 tháng 2 năm 1603   | Thời kỳ cai trị của ông đánh dấu sự chia rẽ nội bộ về mối quan hệ kinh tế-chính trị với Tây Ban Nha sau cái chết của Felipe II cũng như những vấn đề mẫu thuẫn mới ngày càng gia tăng giữa quý tộc và dân chúng, dẫn đến những vụ giết người hoặc âm mưu, gây rối loạn nền an ninh cộng hòa khi đó. Để đối phó, Tổng trấn đã cho tiến hành thảo luận và sau đó là tiến hành một số biện pháp có liên quan để giải quyết tình hình, trong đó có việc thành lập tòa án về bảo vệ thương mại biển (magistrato dei Conservatori del Mare). |
| Pietro De Franchi Sacco (1545 – 1611)                |         |           | 26 tháng 2 năm 1603 – 27 tháng 2 năm 1605   | Bị hành hung bởi một số quan chức Corse (sẽ quản lý vùng đất này đến năm 1602) ngay trước khi buổi lễ nhập chức bắt đầu, tuy nhiên, buổi lễ vẫn diễn ra tương đối ổn thỏa. Nhiệm kỳ của ông diễn ra khá bình thường, ngoại trừ một số âm mưu bạo loạn lẻ tẻ. Về đối ngoại, ông cử tàu chiến hỗ trợ Monaco để chống lại cuộc tấn công của Savoia, dẫn đến mâu thuẫn giữa nhà nước này và Savoia. Nhiều công trình công cộng được xây dựng tại Genova trong giai đoạn ông nắm quyền. Ông cũng cho thành lập dòng tu cho nữ-Ordine delle Turchine |
| Luca Grimaldi De Castro (1530 – 1611)                |         |           | 1 tháng 3 năm 1605 – 2 tháng 3 năm 1607     | Trong thời gian cai trị, ông tìm cách giải quyết mâu thuẫn với Tòa Thánh liên quan đến kế hoạch phá dỡ một tu viện để mở đường mới nối giữa Vương cung thánh đường Santissima Annunziata del Vastato và cổng San Tommaso. Ngoài ra, ông còn vướng vào tranh chấp với thống đốc Milan, Pedro Henriquez de Acevedo, về quyền kiểm soát các vùng Sarzana và Lunigiana. |
| Silvestro Invrea (1530 – 1607)                       |         |           | 3 – 17 tháng 3 năm 1607                     | Mất trước khi lễ đăng quang chính thức được tiến hành do sức khỏe yếu. |
| Gerolamo Assereto (1543 – 1627)                      |         |           | 22 tháng 3 năm 1607 – 23 tháng 3 năm 1609   | Nhiệm kỳ của ông được đánh giá là khá bình lặng và không có biến cố lớn. Ông tập trung củng cố các công sự phòng thủ, đặc biệt ở vùng vịnh La Spezia, và cải tổ lực lượng hải quân Genova. Tuy nhiên, trong thời gian này, cũng có một số xung đột với Công quốc Savoia về các lãnh địa biên giới, với Đại công quốc Toscana và với Thống đốc Milan. |
| Agostino Pinelli Luciani (1537 – 1620)               |         |           | 1 tháng 4 năm 1609 – 2 tháng 4 năm 1611     | |
| Alessandro Giustiniani Longo (1554 – 1631)           |         |           | 6 tháng 4 năm 1611 – 6 tháng 4 năm 1613     | Trong nhiệm kỳ của ông, những sự kiện đáng nhớ bao gồm các cuộc đàm phán cuối cùng để mua lại lãnh địa Sassello ở phía tây Liguria, chuyến thăm của đại sứ Ba Tư tại Cung điện Tổng trấn và cái chết của vị hoàng thân quyền lực Giovanni Andrea Doria. |
| Tomaso Spinola (1557 – 1631)                         |         |           | 21 tháng 4 năm 1613 – 21 tháng 4 năm 1615   | Thời kỳ của ông khá yên bình, ngoại trừ việc sửa chữa thiệt hại tại cảng Genova do một cơn bão đổ bộ vào ngày 11 tháng 11 năm 1614, một công việc mà kéo dài cho đến nhiệm kỳ của ông kết thúc. |
| Bernardo Cybo Clavarezza (1560 – 1627)               |         |           | 25 tháng 4 năm 1615 – 25 tháng 4 năm 1617   | Nhiệm kỳ tổng trấn của ông được ghi nhận trong biên niên sử của Cộng hòa vì sự cứng rắn trong các quyết sách và quyết định của ông. Trong số các sắc lệnh của ông, có một sắc lệnh ban hành vào ngày 2 tháng 9 năm 1616, trong đó ông dập tắt một nền “báo chí” mới nổi ở Genoa, vốn bị nhiều bên coi là có liên quan đến hoạt động gián điệp tiềm tàng. |
| Giovanni Giacomo Imperiale Tartaro (1554 – 1622)     |         |           | 25 tháng 4 năm 1617 – 29 tháng 4 năm 1619   | Trong nhiệm kỳ của mình, ông đã hòa giải mối quan hệ với giáo triều Genoa, đặc biệt là với Tổng Giám mục Domenico de' Marini, và chuẩn bị các công trình phòng thủ mới trên lãnh thổ cảng Genoa nói riêng và toàn bộ nước cộng hòa nói chung. |
| Pietro Durazzo (1560 – 1631)                         |         |           | 2 tháng 5 năm 1619 – 2 tháng 5 năm 1621     | Ông tập trung vào các dự án đô thị lớn ở Genoa, đặc biệt là hoàn thành "Strada Nuovissima" (nay là Via Balbi). Gia đình ông cũng tài trợ xây dựng một cung điện tại vico De Marini do kiến trúc sư Andrea Ceresola thiết kế. |
| Ambrogio Doria (1550 – 1621)                         |         |           | 4 tháng 5 – 12 tháng 6 năm 1621             | Mất trước lễ đăng quang chính thức vì đột quỵ. |
| Giorgio Centurione (1553 – 1629)                     |         |           | 22 tháng 6 năm 1621 – 22 tháng 6 năm 1623   | Nhiệm kỳ của Centurione diễn ra trong bối cảnh khủng hoảng nạn đói nghiêm trọng. Ông thành lập cơ quan Magistrato delle Comunità (Tòa Thẩm phán Thương mại) để quản lý nguồn thu của Genoa, cho phép một số Công ty thương nhân Armenia hoạt động tại thành phố và đàm phán với Đế quốc La Mã Thần thánh để Cộng hòa Genova giành quyền kiểm soát lãnh thổ của Phiên hầu quốc Zuccarello. |
| Federico De Franchi Toso (1560 – 1630)               |         |           | 25 tháng 6 năm 1623 – 16 tháng 6 năm 1625   | Năm đầu nhiệm kỳ của ông diễn ra ổn định, tập trung vào các công trình công cộng như xây dựng một trường học của Dòng Tên và hai bể chứa nước tại quảng trường Sarzano. Tuy nhiên, năm thứ hai chứng kiến căng thẳng gia tăng giữa Genova và Công quốc Savoia, đồng minh của Pháp. Để đối phó, ông thành lập cơ quan Magistrato di Guerra (Tòa Thẩm phán Chiến tranh) gồm năm thành viên dưới sự chỉ đạo trực tiếp của mình. Do nguy cơ chiến tranh, Genova tiến hành bầu cử sớm để tránh tình trạng trống vị, và ông cũng tự nguyện từ chức sau đó. |
| Giacomo Lomellini (1570 – 1652)                      |         |           | 16 tháng 6 năm 1625 – 25 tháng 6 năm 1627   | Trong nhiệm kỳ của mình, ông tập trung củng cố phòng thủ Genova, Savona và Gavi, đồng thời liên minh với Tây Ban Nha để bảo vệ lãnh thổ. Ông cũng phải đối mặt với các cuộc nổi dậy nội bộ, bao gồm âm mưu của gia tộc De Marini. Đến tháng 10 năm 1625, Genoa giành lại thế chủ động, và Lomellini chính thức làm lễ đăng quang. Sau khi chiến sự lắng xuống, ông khởi xướng dự án xây dựng "Mure Nuove" – hệ thống tường thành phòng thủ từ San Benigno đến Bisagno. Công trình được tài trợ từ thuế và đóng góp tư nhân, với tổng số tiền huy động khoảng 2,1 triệu lire Genoa, tạo nền tảng cho việc triển khai dự án. |
| Giovanni Luca Chiavari (1573 – 1657)                 |         |           | 28 tháng 6 năm 1627 – 25 tháng 6 năm 1629   | Trong nhiệm kỳ của mình, ông phải đối mặt với cuộc chiến Pháp - Tây Ban Nha về tranh chấp kế vị xứ Monferrato, đồng thời duy trì lập trường trung lập của Genoa, bị đe dọa do liên minh Tây Ban Nha-Savoia vừa mới được thiết lập. Năm 1628, ông thoát khỏi âm mưu đảo chính do Giulio Cesare Vachero cầm đầu với sự hậu thuẫn của Công quốc Savoia. Sau vụ việc, Genoa thành lập cơ quan Inquisitori della Repubblica (Tòa Thẩm tra Cộng hòa) để bảo vệ nhà nước, dù Chiavari phản đối. Đến năm 1629, ông tiếp tục thoát khỏi một âm mưu ám sát khác tại nhà thờ San Lorenzo nhờ sự cảnh báo của một tu sĩ Barnabite. |
| Andrea Spinola (1562 – 1641)                         |         |           | 26 tháng 6 năm 16297 – 26 tháng 6 năm 1631  | Các sự kiện đáng chú ý trong nhiệm kỳ của ông bao gồm chuyến thăm của Vương hậu María Ana cuả Tây Ban Nha tới nước Cộng hòa, người được chào đón long trọng, và một trận dịch hạch mới quét qua Genova cùng nhiều thành phố châu Âu khác. |
| Leonardo Della Torre (1570 – 1601)                   |         |           | 30 tháng 6 năm 1631 – 30 tháng 6 năm 1633   | Nhiệp kỳ Tổng trấn của ông được ghi nhớ chủ yếu vì đã khởi xướng đàm phán hòa bình với Công quốc Savoia, đặc biệt với Công tước Vittorio Amedeo I. Quá trình này có sự can thiệp của Vương triều Tây Ban Nha, với việc họ cử Hồng y Ferdinando của Áo đến Genova, nơi ông được tiếp đón tại điền trang Fassolo của gia tộc Doria. |
| Giovanni Stefano Doria (1578 – 1643)                 |         |           | 5 tháng 7 năm 1633 – 5 tháng 7 năm 1635     | Nhiệm kỳ hai năm của Doria với tư cách là Tổng trấn tập trung vào các liên minh kinh tế và tài chính mới với Vương quốc Pháp và đặc biệt là với Thủ tướng và Hồng y Richelieu. |
| Giovanni Francesco Brignole Sale (1582 – 1637)       |         |           | 11 tháng 7 năm 1635 – 11 tháng 7 năm 1637   | Nhiệm kỳ Tổng trấn của ông được ghi nhớ vì chính sách trung lập với cả Pháp và Tây Ban Nha, dù người tiền nhiệm đã thiết lập quan hệ kinh tế-chính trị với Pháp. Ông cũng tiến hành mua lại một số lãnh địa từ các gia tộc Spinola và Doria. Ông cũng tiến hành cải cách thể chế tổng trấn, biến vị trí này có những quyền hạn mang tính vương gia. Nhân danh quyền cai trị thuộc địa Corse, ông được công nhận là "vua hai năm xứ Corse", nâng cao vị thế của nền Cộng hòa. Gần cuối nhiệm kỳ, vào ngày 25 tháng 3 năm 1637, ông chính thức tuyên phong Đức Mẹ Maria là "Người cai trị và bảo trợ của xứ Genova" trong một buổi lễ long trọng. Ông cũng là tổng trấn cuối cùng được đăng quang với tước hiệu công tước (duca); người kế nhiệm Agostino Pallavicini trở thành tổng trấn đầu tiên có danh hiệu "vua". Điều này cũng nâng địa vị của giới quý tộc Genova lên, khiến họ tương đương với các gia thân trong các gia triều châu Âu                                      |
| Agostino Pallavicini (1582 – 1637)                   |         |           | 13 tháng 7 năm 1637 – 13 tháng 7 năm 1639   | Với tư cách là Tổng trấn, ông cũng được trao chức vụ tương ứng trong hai năm là Vua xứ Corsica. Dưới sự chỉ huy của ông, việc xây dựng cầu tàu Lanterna xứ Genoa được bắt đầu. |
| Giovanni Battista Durazzo (1565 – 1642)              |         |           | 28 tháng 7 năm 1639 – 28 tháng 7 năm 1641   | Nhiệm kỳ Tổng trấn của Giovanni Battista Durazzo chịu ảnh hưởng từ chính sách của người tiền nhiệm Agostino Pallavicini, đặc biệt trong việc tái thiết lập quan hệ với Tây Ban Nha sau căng thẳng do chính sách độc lập kinh tế khỏi nhà nước này. Lễ đăng quang của ông bị hoãn đến ngày 27 tháng 4 năm 1640 để con trai ông, Giám mục Francesco Durazzo, có thể chủ trì nghi lễ ban phước. Ông cũng nhận danh hiệu "vua hai năm xứ Corse".Trong nhiệm kỳ của mình, một công trình cảng quan trọng – Molo Nuovo – được xây dựng. |
| Giovanni Agostino De Marini (1572 – 1642)            |         |           | 14 tháng 8 năm 1641 – 19 tháng 6 năm 1642   | Được ủng hộ bởi giới quý tộc "mới", những người muốn Genoa có vai trò lớn hơn ở châu Âu và tăng cường quân sự. Ông đầu tư vào việc đóng 20 chiến thuyền galley, trong đó có một chiếc do chính ông tài trợ. Ngoài ra, ông nỗ lực cải thiện quan hệ giữa Genoa và các vùng lãnh thổ trực thuộc, thể hiện qua chuyến thăm Savona để nhận hai tàu chiến do thành phố này đóng góp. Tuy nhiên, nhiệm kỳ của ông bị gián đoạn do việc ông qua đời vào ngày 19 tháng 6 năm 1642 vì bệnh. |
| Giovanni Battista Lercari (1576 – 1657)              |         |           | 4 tháng 7 năm 1642 – 4 tháng 7 năm 1644     | Trong nhiệm kỳ tổng trấn của mình, ông được nhớ đến với việc mở tuyến đường mới Via Giulia (nay là Via XX Settembre) ở Genova và ban hành lệnh cấm trò "gioco del Seminario", một hình thức chơi sổ xố liên quan đến việc gia hạn thời gian làm việc một số thượng nghị sĩ của Cộng hòa. |
| Luca Giustiniani (1586 – 1651)                       |         |           | 21 tháng 7 năm 1644 – 21 tháng 7 năm 1646   | Tiếp tục theo đuổi chinh sách khôi phục sức mạnh kinh tế và quân sự cũng như tránh phụ thuộc vào Tây Ban Nha. |
| Giovanni Battista Lomellini (1594 – 1674)            |         |           | 24 tháng 7 năm 1646 – 24 tháng 7 năm 1648   | Trong nhiệm kỳ của mình, ông nhiều lần không thể chủ trì nhiều buổi lễ công cộng của thành phố vì bệnh gút. Dòng Thánh Philip Neri được thành lập tại Genoa trong thời gian ông nắm quyền. |
| Giacomo De Franchi Toso (1590 – 1657)                |         |           | 1 tháng 8 năm 1648 – 1 tháng 8 năm 1650     | Trong nhiệm kỳ tổng trấn của mình, Giacomo De Franchi Toso phải đối mặt với hai sự kiện quan trọng. Thứ nhất là âm mưu của quý tộc Stefano Raggio nhằm ám sát những nhân vật thuộc phe chống Pháp, bao gồm cả chính ông, trong một cuộc rước lễ. Âm mưu bị phát giác, và Raggio bị bắt. Có hai phiên bản về cái chết của ông: một cho rằng ông tự sát trong tù, trong khi một nguồn khác khẳng định ông bị treo cổ công khai vào ngày 7 tháng 7 năm 1650. Thứ hai là căng thẳng ngoại giao với Tây Ban Nha sau khi quân đội Savoia di chuyển qua lãnh thổ Genova. Sự phản ứng quyết liệt của De Franchi Toso trước sức ép từ Tây Ban Nha khiến Madrid đáp trả bằng việc hủy bỏ đàm phán với Genova và nhượng Pontremoli cho Đại công quốc Toscana. Ngoài ra, ông cũng đấu tranh với quyền lực của Giáo hội, đặc biệt là chống lại những hành động lạm quyền của Hồng y Stefano Durazzo, thậm chí gửi thư yêu cầu Giáo hoàng Innocent X bãi nhiệm Durazzo khỏi chính trường Genova. |
| Agostino Centurione (1584 – 1657)                    |         |           | 23 tháng 8 năm 1650 – 23 tháng 8 năm 1652   | Trong nhiệm kỳ tổng trấn của mình, ông nổi bật với việc đàn áp mạnh mẽ các băng nhóm cướp bóc, bao gồm cả những quý tộc Genoa bị trục xuất. Về công trình công cộng, ông giám sát việc xây dựng bức tường lớn tại hào San Tommaso, đoạn hào sử dụng cho việc cấp nước cho nhà máy sản xuất thuốc súng ở Lagaccio. |
| Gerolamo De Franchi Toso (1585 – 1668)               |         |           | 8 tháng 9 năm 1652 – 8 tháng 9 năm 1654     | Bầu làm Tổng trấn Genova sau hai lần thất bại trong các cuộc bầu cử trước đó. Ông theo đuổi một chính sách cứng rắn hơn so với người em trai Giacomo, đặc biệt trong lĩnh vực tư pháp và củng cố chủ quyền của Cộng hòa Genova. Dưới thời ông, Genova giảm bớt sự phụ thuộc vào Tây Ban Nha và tạm thời cải thiện quan hệ với Pháp. |
| Alessandro Spinola (1589 – 1665)                     |         |           | 9 tháng 10 năm 1654 – 9 tháng 10 năm 1656   | Dưới thời ông, cuộc chiến chống cướp biển dọc bờ biển Liguria tiếp tục được tiến hành. Dinh thự Albergo dei Poveri đi vào hoạt động trở lại, trong khi một trận dịch hạch lớn quét gia Genova và các vùng phụ cận. |
| Giulio Sauli (1578 – 1668)                           |         |           | 12 tháng 10 năm 1656 – 12 tháng 10 năm 1658 | Nhiệm kỳ của ông chủ yếu bị ảnh hưởng bởi một trận dịch hạch hoành hành khắp vùng Liguria. Ông cùng với giới quý tộc và Tổng giám mục Stefano Durazzo tham gia vào các hoạt động từ thiện để giúp đỡ dân chúng. Ngoài ra, ông tiếp tục thúc đẩy việc xây dựng Albergo dei Poveri, dù công trình này từng bị gián đoạn do dịch bệnh. |
| Giovanni Battista Centurione (1603 – 1692)           |         |           | 15 tháng 10 năm 1658 – 15 tháng 10 năm 1660 | Cuộc bầu cử tổng trấn khiến ông lên ngôi là cuộc bầu cử đầu tiên mà số lượng thành viên tham gia bầu chọn là 1237 thay vì là 400 như trước đó. Thời kỳ của ông đánh dầu bằng sự bảo vệ người Do Thái và cho phép họ tự do buôn bán ở Genova, dù gặp nhiều phản đối từ Giáo hội Công giáo và Tòa án Dị giáo. |
| Giovanni Battista Centurione (1591 – 1661)           |         |           | 18 tháng 10 năm 1660 – 22 tháng 3 năm 1661  | Mất trong khi đang tại nhiệm. |
| Antoniotto Invrea (1588 – 1669)                      |         |           | 28 tháng 3 năm 1661 – 29 tháng 3 năm 1663   | Duy trì quan hệ ngoại giao với Pháp dưới thời Louis XIV và Anh dưới thời Charles II. |
| Stefano De Mari (1593 – 1674)                        |         |           | 13 tháng 4 năm 1663 – 12 tháng 4 năm 1665   | Trong nhiệm kỳ, ông hỗ trợ Hoàng đế Leopold I chống đế quóc Ottoman, tuy nhiên vẫn duy trì quan hệ ngoại giao với Mehmed IV. Tại Genova, ông chào đón Tổng giám mục mới Giambattista Spinola (1664) nhưng sau đó xảy ra mâu thuẫn với ông và Thượng viện. |
| Cesare Durazzo (1593 – 1680)                         |         |           | 18 tháng 4 năm 1665 – 18 tháng 4 năm 1667   | Nhiệm kỳ của ông đánh dấu bằng việc mở lại hoạt động thương mại với phương Đông, đặc biệt là với Đế chế Ottoman thông qua nỗ lực của hai người cháu trai của ông, Agostino và Luca. |
| Cesare Gentile (1614 – 1681)                         |         |           | 10 tháng 5 năm 1667 – 10 tháng 5 năm 1669   | Ông lãnh đạo một nhiệm kỳ tương đối yên bình và mang tính quản trị cao, ngoại trừ một số mâu thuẫn với Chưởng viện Nhà thờ chính tòa San Lorenzo, Tổng giám mục Genova Giambattista Spinola và Chánh án Tòa án Dị giáo (người sau đó buộc phải rời khỏi lãnh thổ của nước cộng hòa). Trong nhiệm kỳ của ông, các ghế giáo sư về luật giáo hội và dân sự, triết học đạo đức và toán học tại Trường Dòng Tên đã được xác nhận. |
| Francesco Garbarino (1607 – 1672)                    |         |           | 18 tháng 6 năm 1669 – 18 tháng 6 năm 1671   | Nhiệm kỳ doge của ông được đánh dấu bởi việc tiếp tục các công trình công cộng như Molo Nuovo ở Genova, pháo đài Vado Ligure , cùng với việc một con đường mới ở Ceriale. Ông có xung đột với Tòa án Dị giáo về quyền hạn giữa nhà nước và giáo hội. Về đối ngoại, ông giữ lập trường trung lập với Pháp và Tây Ban Nha nhưng yêu cầu công nhận vị thế hoàng gia của Cộng hòa Genova. Cuối nhiệm kỳ, tranh chấp đất đai với Công quốc Savoia dẫn đến xung đột vào năm 1672, sau khi nhiệm kỳ của ông kết thúc. |
| Alessandro Grimaldi (1621 – 1682)                    |         |           | 27 tháng 6 năm 1671 – 27 tháng 6 năm 1673   | Nhiệm kỳ của ông gắn liền với cuộc chiến năm 1672 giữa Cộng hòa Genova và Công quốc Savoia. Đồng thời, một âm mưu do Raffaele Della Torre, với sự hỗ trợ của Công tước Savoia, nhằm lật đổ chính quyền Genova bằng một cuộc xâm lược quân sự do chính ông này lãnh đạo đã bị phá vỡ. |
| Agostino Saluzzo (1631 – 1700)                       |         |           | 5 tháng 7 năm 1673 – 4 tháng 7 năm 1675     | |
| Antonio Da Passano (1599 – 1681)                     |         |           | 11 tháng 7 năm 1675 – 11 tháng 7 năm 1677   | Nhiệm kỳ của ông được ghi nhớ vì mâu thuẫn với các quan chức cấp cao về việc triển khai tàu chiến truy đuổi một tàu Ottoman gần bờ biển Liguria mà không có sự chấp thuận của ông. |
| Giannettino Odone (1626 – 1698)                      |         |           | 16 tháng 7 năm 1677 – 16 tháng 7 năm 1679   | Nhiệm kỳ của ông bắt đầu với một nạn đói nghiêm trọng ảnh hưởng đến Genova và nhiều vùng của Ý, nhưng nhờ thu mua lương thực, tình hình dần ổn định vào năm 1678. Năm 1679, hải quân Pháp nã pháo vào bờ biển Sampierdarena, gây thiệt hại nhẹ nhưng làm gia tăng căng thẳng giữa Genova và vua Louis XIV, dẫn đến cuộc oanh tạc lớn vào năm 1684 dưới thời của Francesco Maria Imperiale Lercari. |
| Agostino Spinola (1624 – 1692)                       |         |           | 29 tháng 7 năm 1679 – 29 tháng 7 năm 1681   | Nhiệm kỳ của ông diễn ra khá yên bình, ngoại trừ căng thẳng ngoại giao ngày càng gia tăng với Pháp dưới thời Louis XIV. Cuộc nã pháo hải quân Pháp vào bờ biển Sampierdarena vẫn tiếp tục sang đến thời của ông, dấu hiệu leo thang dẫn đến cuộc oanh tạc lớn vào Genova 5 năm sau đó. |
| Luca Maria Invrea (1624 – 1693)                      |         |           | 13 tháng 8 năm 1681 – 13 tháng 8 năm 1683   | Lễ đăng quang của ông là lần đầu tiên Tổng giám mục Genova trở lại chủ trì sau nhiều năm vắng mặt. Nhiệm kỳ của ông được ghi nhận là công bằng, nhân hậu và tuân thủ pháp luật, đồng thời ông cũng nỗ lực xoa dịu căng thẳng ngày càng gia tăng với Pháp. |
| Francesco Maria Imperiale Lercari (1624 – 1693)      |         |           | 18 tháng 8 năm 1683 – 18 tháng 8 năm 1685   | Nhiệm kỳ của ông chứng kiến căng thẳng nghiêm trọng với Pháp, đỉnh điểm là cuộc pháo kích vào Genova từ ngày 17 đến 29 tháng 5 năm 1684. Năm 1685, theo yêu cầu của vua Louis XIV, ông bị buộc phải đến Versailles để thực hiện nghi lễ "sám hối", nơi ông vẫn giữ vững khí phách của Genova với câu trả lời nổi tiếng "mi chi" ("tôi ở đây") |
| Pietro Durazzo (1632 – 1699)                         |         |           | 23 tháng 8 năm 1685 – 23 tháng 8 năm 1687   | Toàn bộ nhiệm kỳ của ông dành cho việc không phục Genova sau cuộc pháo kích của Pháp. |
| Luca Spinola (1628 – 1715)                           |         |           | 27 tháng 8 năm 1687 – 27 tháng 8 năm 1689   | Nhiệm kỳ của ông đợc ghi nhớ với công trình xây dựng cầu tàu mới dưới các công sự của San Giacomo di Carignano và tái thiết thành phố sau cuộc pháo kích của hải quân Pháp năm 1684. |
| Oberto Della Torre (1617 – 1698)                     |         |           | 31 tháng 8 năm 1689 – 1 tháng 9 năm 1691    | Trong nhiệm kỳ của ông, Genova gặp một số bất đồng với Thống đốc Tây Ban Nha ở Milan liên quan đến việc phong tỏa thu nhập của giới quý tộc Genova tại đó, dù vẫn duy trì quan hệ tốt với Hoàng đế Tây Ban Nha Carlos II. Gần cuối nhiệm kỳ, xảy ra một sự việc phạm thánh: một hộp đựng bánh thánh bị lấy cắp khỏi nhà thờ San Filippo. Để chuộc lỗi, một cuộc rước do Thượng viện và Doge dẫn đầu đã đến nhà thờ, cùng dân chúng hát bài Miserere để sám hối. |
| Giovanni Battista Cattaneo Della Volta (1638 – 1721) |         |           | 4 tháng 9 năm 1691 – 5 tháng 9 năm 1693     | Nhiệm kỳ của ông, được đánh giá là mang tính hành chính, nổi bật với những việc sau: cho phép xây cảng mới tại Nervi, ủng hộ ngư dân san hô ở đảo Tavolara và Molara, ban hành quy định mới cho văn phòng thư ký, và cấm trò cờ bạc "bassetta" có nguồn gốc từ Pháp. Về đối ngoại, ông duy trì đối thoại cân bằng với Đế quốc La Mã Thần thánh, Pháp và Công quốc Savoia. |
| Francesco Invrea (1641 – 1723)                       |         |           | 9 tháng 9 năm 1693 – 9 tháng 9 năm 1695     | Nhiệm kỳ của ông diễn ra suôn sẻ trong nội trị, nhưng đối ngoại thì đầy thách thức, đặc biệt về kinh tế: Tây Ban Nha thì đòi yêu sách tài chính ở Finale và Milano, đe dọa tịch thu tài sản bệnh viện Pammatone; Đế quốc La Mã Thần thánh đòi hỏi giải trình về các lãnh địa phong kiến tại Liguria; và nguy cơ ngoại xâm từ Công quốc Savoia tại khu vực Balestrino. Trong nhiệm kỳ này, Tổng giám mục Giulio Vincenzo Gentile qua đời và được kế nhiệm bởi Giambattista Spinola (cháu của vị tổng giám mục cùng tên trước đó). |
| Bendinelli Negrone (1627 – 1707)                     |         |           | 16 tháng 9 năm 1695 – 16 tháng 9 năm 1697   | Nhiệm kỳ của ông được nhớ đến vì đã chấm dứt các mâu thuẫn với Dòng Malta với sự chấp thuận của Giáo hoàng Innocenzt XII, qua đó cho phép nhiều quý tộc Genova gia nhập dòng hiệp sĩ này. Năm 1696, gia đình ông cũng hiến tặng các "biểu tượng quyền lực" (vương miện, quyền trượng và chìa khóa Genova) để trang trí cho bức tượng Đức Mẹ – “Nữ vương của Genova” – đặt tại nhà thờ chính tòa San Lorenzo và sau đó tại cung điện San Giorgio. |
| Francesco Maria Sauli (1620 – 1699)                  |         |           | 19 tháng 9 năm 1697 – 26 tháng 5 năm 1699   | Nhiệm kỳ của ông chủ yếu tập trung vào trật tự công cộng. Trong số các điều khoản được Sauli ký có quy định mới về việc sử dụng vũ khí. |
| Girolamo De Mari (1644 – 1702)                       |         |           | 3 tháng 6 năm 1699 – 3 tháng 6 năm 1701     | Nhiệm kỳ của ông chứng kiến chiến tranh kế vị Tây Ban Nha bùng nổ, trong đó Genova bị buộc phải cho phép 4 quân đoàn Pháp đi qua lãnh thổ của mình mặc dù tuyên bố là trung lập trong cuộc chiến. |
| Federico De Franchi (1642 – 1734)                    |         |           | 7 tháng 6 năm 1701 – 7 tháng 6 năm 1703     | |
| Antonio Grimaldi (1640 – 1717)                       |         |           | 1 tháng 8 năm 1703 – 1 tháng 8 năm 1705     | Trong nhiệm kỳ của mình, Antonio Grimaldi đã đối mặt với vụ việc một số sĩ quan Piemonte bị bắt giữ tại cảng Genova bởi Andrea Doria. Vụ việc, có thể gây ra căng thẳng ngoại giao, bị ông kịch liệt lên án và ông từng đề xuất phá hủy dinh thự của gia đình Doria nhưng bị phần lớn giới quý tộc phản đối. Cuối cùng, chính quyền Genova chọn giải pháp ngoại giao, cử sứ thần đến triều đình Pháp để đảm bảo việc thả các tù nhân. |
| Stefano Onorato Ferretti (1640 – 1720)               |         |           | 22 tháng 8 năm 1705 – 22 tháng 8 năm 1707   | Trong số những sự kiện đáng chú ý trong nhiệm kỳ của ông có sự kiện Công tước Vittorio Amedeo II của Savoia được tiếp đón tại Genoa. |
| Domenico Maria De Mari (1653 – 1726)                 |         |           | 9 tháng 9 năm 1707 – 9 tháng 9 năm 1709     | Đầu nhiệm kỳ, dù Cộng hòa Genova giữ lập trường trung lập trong Chiến tranh Kế vị Tây Ban Nha, xung đột vẫn ảnh hưởng đến nội bộ. Tuy nhiên, nhờ tài ngoại giao của người anh Francesco De Mari, ngài đã tránh được việc quân đội của Eugenio xứ Savoia đi qua lãnh thổ Liguria bằng cách trao 40.000 đồng tiền vàng. |
| Vincenzo Durazzo (1635 – 1724)                       |         |           | 14 tháng 9 năm 1709 – 14 tháng 9 năm 1711   | Nhiệm kỳ của Durazzo bị ảnh hưởng nặng bởi mùa đông khắc nghiệt năm 1710, gây thiệt hại lớn cho kinh tế nông nghiệp của Genova và Liguria. Gần cuối nhiệm kỳ, có sự kiện bất ngờ là chuyến thăm của đại sứ Morocco – Mosè Barzillay – đến Genova để đàm phán việc thả tù nhân Genova. Tuy nhiên, do nghi kỵ tôn giáo và yêu cầu chuộc người quá cao, các cuộc đàm phán kéo dài nhưng cuối cùng không đạt được thỏa thuận. |
| Francesco Maria Imperiale (1653 – 1736)              |         |           | 22 tháng 9 năm 1711 – 22 tháng 9 năm 1713   | Trong nhiệm kỳ Tổng trấn của mình, ông được ghi nhớ vì đã đón tiếp Hoàng hậu Elisabeth Christine (vợ của Hoàng đế Karl VI) tại Genova, tại dinh thự gia đình ở Sampierdarena. Để đảm nhận chức vụ tại Dinh Tổng trấn, ông buộc phải từ bỏ quyền sở hữu các lãnh địa phong kiến thuộc “Stato di Sant’Angelo”; những vùng này được chuyển cho em trai Enrico quản lý thay cho con trai ông là Giulio. |
| Giovanni Antonio Giustiniani (1676 – 1735)           |         |           | 22 tháng 9 năm 1713 – 22 tháng 9 năm 1715   | Trong nhiệm kỳ hai năm của ông, biên niên sử Genova ghi lại các chuyến thăm chính thức của Vương hậu Ba Lan Christiane Eberhardine xứ Brandenburg-Bayreuth (vợ của Vua August II của Ba Lan) vào tháng 6 năm 1714 và vào tháng 9 cùng năm, vợ tương lai của quốc vương Felipe V của Tây Ban Nha, Elisabeth Farnese. |
| Lorenzo Centurione (1645 – 1735)                     |         |           | 26 tháng 9 năm 1715 – 26 tháng 9 năm 1717   | Trong nhiệm kỳ hai năm của mình, ông vinh dự tiếp đón các chuyến thăm chính thức tới Genova của Hoàng đế Karl VII của Bavaria và Thân vương Brandenburg Frederick William I của Phổ. |
| Benedetto Viale (1660 – 1749)                        |         |           | 30 tháng 9 năm 1717 – 30 tháng 9 năm 1719   | Trong nhiệm kỳ của mình, Benedetto Viale đã đối mặt với một đợt hạn hán nghiêm trọng vào mùa hè năm 1718 tại Genova và vùng Liguria. Ông ra lệnh đóng cửa tất cả cửa hàng và hoạt động kinh doanh vào ngày 2 tháng 8, yêu cầu người dân tham gia một cuộc rước kiệu long trọng cầu mưa với tro thánh của thánh bảo trợ Gioan Baotixita. Vài ngày sau, trời đổ mưa nhẹ, cứu đất đai và người dân. Đáp lại, dân chúng cùng nhau hát bài "Te Deum" để tạ ơn theo lệnh của ông. |
| Ambrogio Imperiale (1649 – 1729)                     |         |           | 4 tháng 10 năm 1719 – 4 tháng 10 năm 1721   | Trong nhiệm kỳ của mình vào năm 1721, Ambrogio đã tổ chức lễ kỷ niệm trọng thể đánh dấu 25 năm ngày Đức Mẹ Maria được tôn phong làm Nữ hoàng của Genova. Một cuộc rước kiệu dân sự và tôn giáo long trọng đã đưa ông cùng Thượng viện Cộng hòa đến nhà thờ chính tòa San Lorenzo, nơi các biểu tượng quyền lực của nhà nước Genova – chìa khóa thành phố, quyền trượng và vương miện – được đặt dưới chân tượng Đức Mẹ. |
| Cesare De Franchi Toso (1666 – 1739)                 |         |           | 8 tháng 10 năm 1721 – 8 tháng 10 năm 1723   | Nhiệm kỳ của ông đã phải đối mặt với hai sự kiện quan trọng. Thứ nhất là cuộc xung đột giữa dòng Tên và dòng Carmêlô, trong đó giới quý tộc ủng hộ dòng Tên còn dân chúng ủng hộ dòng Carmêlô. Mâu thuẫn này dẫn đến việc dòng Tên từ chối tham gia một cuộc rước kiệu vào ngày 11 tháng 1 năm 1723, vốn được tổ chức để cảm tạ vì Genova thoát khỏi dịch hạch. Tổng Giám mục Lorenzo Maria Fieschi khi đó đã đứng về phía dòng Carmêlô. Về kinh tế, ông ban hành sắc lệnh tăng 10% thuế đối với hàng hóa đến từ Đại Công quốc Toscana, khiến quan hệ thương mại giữa hai nước suy giảm nghiêm trọng. Đồng thời, ông cũng đưa ra các biện pháp hạn chế xa hoa đối với tầng lớp bình dân và giới quý tộc mới nổi, nhưng vẫn cho phép tầng lớp giàu có và các cơ quan nhà nước tiếp tục sử dụng các biểu tượng sang trọng như y phục, trang sức và xe ngựa. |
| Domenico Negrone (1672 – 1736)                       |         |           | 13 tháng 10 năm 1723 – 13 tháng 10 năm 1725 | Negrone, giống như người tiền nhiệm, ban hành sắc lệnh tăng 10% thuế đối với hàng hóa từ Toscana và nó đã khiến hoạt động thương mại hai bên sụp đổ. Vì hậu quả tiêu cực quá rõ ràng, sắc lệnh này nhanh chóng bị bãi bỏ. |
| Gerolamo Veneroso (1660 – 1739)                      |         |           | 18 tháng 1 năm 1726 – 18 tháng 1 năm 1728   | Trong số những sự kiện đáng chú ý trong nhiệm kỳ của ông là việc cam kết chống lại nạn buôn lậu đang tràn lan ở phía tây Liguria. |
| Luca Grimaldi (1675 – 1750)                          |         |           | 22 tháng 1 năm 1728 – 22 tháng 1 năm 1730   | Trong nhiệm kỳ hai năm, Luca Grimaldi thúc đẩy hai công trình công cộng lớn tại Genova: kéo dài phần "80 palmi" của Bến Cảng Cũ (Molo Vecchio) và cải tạo hệ thống dẫn nước chính cho thành phố. Tuy nhiên, nhiệm kỳ của ông gắn liền với ba sự kiện quân sự tại Sanremo, Lãnh địa Finale và đặc biệt là đảo Corse vào năm 1729, mở đầu cho cuộc nổi dậy kéo dài gần 40 năm của người Corse chống lại sự cai trị của Genova. Grimaldi đã áp dụng chính sách đàn áp mạnh tay, làm gia tăng tinh thần độc lập của người dân đảo. Trong nội bộ Genova cũng xảy ra chia rẽ, giữa phe muốn hòa giải và phe ủng hộ trấn áp dứt điểm – trong đó chính Grimaldi, sau khi mãn nhiệm, là một người ủng hộ kiên quyết phương án trấn áp. |
| Domenico Maria Spinola (1666 – 1743)                 |         |           | 29 tháng 1 năm 1732 – 29 tháng 1 năm 1734   | Trong nhiệm kỳ của mình, Domenico Maria tiếp tục đối mặt với các cuộc nổi dậy của người dân đảo Corse, lan rộng đến nhiều thành phố như Ajaccio, Calvi và cả Bastia – quê hương của ông. Để ngăn chặn tình hình, ông kêu gọi sự hỗ trợ quân sự từ Karl VI (giống như người tiền nhiệm), và đổi lại, 8.000 lính được điều sang đảo để trấn áp. Dù có một thỏa thuận ngừng bắn mong manh, các cuộc nổi loạn trên đảo Corse vẫn tiếp diễn trong nhiều thập kỷ sau đó. |
| Stefano Durazzo (1688 – 1774)                        |         |           | 3 tháng 2 năm 1734 – 3 tháng 2 năm 1736     | Stefano có nhiệm kỳ khá mờ nhạt và mang tính quản lý thường nhật. Trước phong trào nổi dậy ở Corse, ông chọn giải pháp đối thoại bằng cách cử hai thượng nghị sĩ mang đề xuất ân xá đến đảo, mời các thủ lĩnh nổi dậy đến Genova trình bày nguyện vọng. Tuy nhiên, nỗ lực này thất bại khi các lãnh đạo Corse chỉ trì hoãn để chờ viện trợ từ Livorno. Kế hoạch nhanh chóng bị hủy bỏ và thay thế bằng chính sách đàn áp cứng rắn do ủy viên Felice Pinelli lãnh đạo. |
| Nicolò Cattaneo Della Volta (1679 – 1751)            |         |           | 7 tháng 2 năm 1736 – 7 tháng 2 năm 1738     | Trong nhiệm kỳ của ông, khủng hoảng ở Corse leo thang khi Theodor von Neuhoff, được Anh hậu thuẫn, tự xưng là vua của Vương quốc Corse độc lập. Đáp lại, Genova vay tiền từ Banco di San Giorgio để thuê quân Thụy Sĩ và Pháp. Sau tám tháng, liên quân này lật đổ chế độ mới, tái lập quyền lực của Genova và khôi phục danh hiệu "Vua xứ Corse" cho ông. |
| Costantino Balbi (1676 – 1741)                       |         |           | 7 tháng 2 năm 1738 – 7 tháng 2 năm 1740     | Trong nhiệm kỳ của Balbi, cuộc nổi dậy ở Corsica vẫn tiếp diễn dù chế độ độc lập của Theodor von Neuhoff đã sụp đổ. Dù Genova kêu gọi quân Pháp hỗ trợ, hòa ước do Balbi ký cùng Pháp và Anh bị người Corse bác bỏ. Trước tình hình đó, Balbi – dù nghiêng về đối thoại – yêu cầu thêm quân Pháp do Hầu tước Maillebois chỉ huy, giúp tái chiếm các vùng nổi loạn. Năm 1739, ông chủ trương áp dụng chính sách mềm mỏng hơn tại đảo, theo hướng ngoại giao của Veneroso và tân ủy viên Domenico Maria Spinola. |
| Nicolò Spinola (1677 – 1743)                         |         |           | 16 tháng 2 năm 1740 – 16 tháng 2 năm 1742   | Trong nhiệm kỳ của ông, đảo Corsica tiếp tục là tâm điểm bất ổn với các cuộc nổi dậy chống lại sự cai trị của Genova. Khi chiến tranh giữa Pháp và Áo bùng nổ, quân Pháp rút khỏi Corsica, khiến Genova mất lực lượng hỗ trợ. Nhân cơ hội, Bey xứ Tunis chiếm đảo Tabarka – thuộc về quý tộc Giacomo Lomellini – và bắt nhiều người Genova làm nô lệ. |
| Domenico Canevaro (1683 – 1745)                      |         |           | 20 tháng 2 năm 1742 – 20 tháng 2 năm 1744   | Trong nhiệm kỳ của mình, Domenico Canevaro phải đối mặt với tình hình bất ổn tại Corsica – nơi người Pháp từng giúp Genova dẹp loạn nhưng nay lại kích động nổi dậy. Để bảo vệ bờ biển Liguria khỏi cướp biển Thổ Nhĩ Kỳ, ông thành lập Compagnia di Nostra Signora del Soccorso (Công ty Đức Mẹ Cứu Rỗi). Năm 1743, Genova mất quyền sở hữu Phiên hầu quốc Finale vào tay Vương quốc Sardegna theo Hiệp ước Worms, gây phẫn nộ lớn cho dân chúng. Một sự kiện tôn giáo đáng chú ý là việc ông quỳ xuống giữa công chúng trong lễ mừng chân phước Alessandro Sauli. Ông cũng gặp gỡ hồng y Pierre Guérin de Tencin – bộ trưởng mới của Pháp. |
| Lorenzo De Mari (1685 – 1772)                        |         |           | 1 tháng 2 năm 1744 – 1 tháng 2 năm 1746     | Trong nhiệm kỳ ông, vấn đề trọng tâm của Genova là việc mất Phiên hầu quốc Finale vào tay Vương quốc Sardegna theo Hiệp ước Worms (1743), bất chấp sự phản đối của Genova. Nỗ lực ngoại giao sau đó, đặc biệt qua Hiệp ước Aranjuez (1745), buộc Genova phải hỗ trợ liên minh Pháp–Tây Ban Nha–Napoli bằng 100.000 lính trong Chiến tranh Kế vị Áo, khiến dân chúng bất mãn và nghi ngờ khả năng lãnh đạo của De Mari. Ông đề xuất Giovanni Francesco Brignole Sale làm tổng chỉ huy quân đội và là người kế nhiệm mình. |
| Giovanni Francesco Brignole Sale (1695 – 1760)       |         |           | 3 tháng 3 năm 1746 – 3 tháng 3 năm 1748     | Trong nhiệm kỳ của ông, Genova bị quân Áo chiếm đóng sau khi Tây Ban Nha rút khỏi chiến tranh và phe đồng minh thất bại. Người dân cảm thấy bị giới quý tộc phản bội khi họ tháo chạy, trong khi Brignole Sale ở lại. Một cuộc nổi dậy dân chúng do Giovan Battista Perasso khởi xướng đã đánh đuổi quân Áo, thiết lập một chính quyền dân chủ tạm thời – lần duy nhất trong lịch sử cộng hòa quý tộc Genova. Tuy nhiên, do bất ổn nội bộ, chính quyền quý tộc sớm được khôi phục. Hiệp ước Aachen (1748) trả lại lãnh thổ cho Genova, và Brignole Sale được ca ngợi vì đã bảo vệ nhà nước qua khủng hoảng chiến tranh, chiếm đóng và nổi dậy. Ông cũng là vị vua cuối cùng của xứ Corsica. |
| Cesare Cattaneo Della Volta (1680 – 1756)            |         |           | 6 tháng 3 năm 1748 – 6 tháng 3 năm 1750     | Trong nhiệm kỳ của ông, sau Hiệp ước Aachen (1748) chấm dứt chiến tranh, Genova lấy lại được Finale và Corsica (dù vẫn có quân Pháp đồn trú). Ông nỗ lực khôi phục ổn định chính trị–xã hội, vinh danh và thưởng tiền cho những người dân dũng cảm bảo vệ thành phố, phong tước quý tộc cho bảy thường dân xuất sắc, và thiết lập ngày 10 tháng 12 làm lễ kỷ niệm giải phóng khỏi quân Áo. Ngoài ra, ông tiếp đón long trọng công nương Parma Louise Élisabeth vào tháng 11 năm 1749. |
| Agostino Viale (1692 – 1777)                         |         |           | 10 tháng 3 năm 1750 – 10 tháng 3 năm 1752   | |
| Stefano Lomellini (1683 – 1753)                      |         |           | 28 tháng 3 năm 1752 – 7 tháng 6 năm 1752    | Ông được bầu làm Tổng trấn của Genova dù tự nguyện từ chối ứng cử. Stefano phản đối quyết liệt vai trò này, đến mức bị hộ tống cưỡng bức đến Dinh Tổng trấn. Chỉ sau ba tháng, ông viện lý do sức khỏe và nộp 30.000 lire để xin thoái vị — một sự kiện hiếm hoi kể từ năm 1625. Sau đó, ông rút khỏi đời sống chính trị và trở thành linh mục. |
| Giovanni Battista Grimaldi (1673 – 1757)             |         |           | 7 tháng 6 năm 1752 – 7 tháng 6 năm 1754     | Trong thời gian làm Tổng trấn, ông phải đối mặt với hai vấn đề nội bộ quan trọng: chống lại sự lộng quyền của hầu tước Coursai ở Corsica và xử lý các cuộc biểu tình chống Genova ở miền tây Liguria, sự việc có sự can dự gián tiếp của Vương quốc Sardegna. |
| Gian Giacomo Veneroso (1701 – 1758)                  |         |           | 23 tháng 6 năm 1754 – 23 tháng 6 năm 1756   | |
| Giovanni Giacomo Grimaldi (1705 – 1777)              |         |           | 22 tháng 6 năm 1756 – 22 tháng 6 năm 1758   | Nhiệm kỳ hai năm của ông được nhớ đến với bữa tiệc Carnival xa hoa tại Dinh Tổng trấn, mặc dù Grimaldi có ý định tốt là tái hiện những gì ông đã thấy và trải nghiệm trong thời gian ở Viên và thành phố đầm phá này, nhưng thay vào đó lại gây ra tranh cãi và ghen tị đối với nhiều quý tộc và với dân chúng. |
| Matteo Franzoni (1682 – 1767)                        |         |           | 22 tháng 6 năm 1758 – 22 tháng 6 năm 1760   | Dưới thời cai trị hai năm của Matteo Franzoni, ông bị xem là độc đoán và không được lòng dân, đặc biệt là giới giáo sĩ. Ông thường tự quyết mà không họp Thượng viện và có xung đột nghiêm trọng với Tòa Thánh, nhất là khi Roma từ chối đề nghị cho Genova quyền bổ nhiệm và kiểm soát hàng giáo sĩ tại Corsica. Điều này dẫn đến nhiều sắc lệnh chống giáo hội, như trục xuất các tu sĩ Capuchin và buộc họ phải cúi đầu chào ông. Căng thẳng lên đến đỉnh điểm khi Franzoni tuyên bố thưởng 6.000 scudi cho ai bắt được vị Thanh tra Tông tòa đến Corsica này, xem ông này như kẻ ủng hộ quân nổi loạn. |
| Agostino Lomellini (1709 – 1791)                     |         |           | 22 tháng 9 năm 1760 – 10 tháng 9 năm 1762   | Trong nhiệm kỳ, ông nổi bật với việc đàm phán thành công cùng Tây Ban Nha để loại bỏ các hạn chế kinh tế từng gây hại cho thương mại Genova. |
| Rodolfo Emilio Brignole Sale (1708 – 1774)           |         |           | 25 tháng 11 năm 1762 – 25 tháng 11 năm 1764 | Lên ngôi ngày 16 tháng 4 năm 1763, Rodolfo Emilio đã cho thành lập các trường học miễn phí đầu tiên cho trẻ em nghèo tại Genova và giao cho các linh mục giảng dạy. Ông cũng cấm việc để lại tài sản cho các tổ chức tôn giáo và trục xuất dòng Servi di Maria khỏi lãnh thổ sau khi vị bề trên của họ thăm Corsica mà không có phép của chính quyền. |
| Francesco Maria Della Rovere (1695 – 1768)           |         |           | 29 tháng 1 năm 1765 – 29 tháng 1 năm 1767   | Trong nhiệm kỳ ,ông được biết đến vì đã ghi công và kết nạp các gia đình trung thành với nhà nước trong thời chiến tranh kế vị Áo. Ông tự bỏ tiền để tu sửa Dinh Tổng trấn và duy trì quan hệ tốt với Tòa thánh, góp phần giúp hai người Genova, Nicolò Serra và Lazzaro Pallavicini, được phong hồng y. |
| Marcello Durazzo (1710 – 1791)                       |         |           | 3 tháng 2 năm 1767 – 3 tháng 2 năm 1769     | Nhiệm kỳ của ông nổi bật vì thúc đẩy việc nhượng đảo Corsica cho Pháp. Mặc dù ban đầu việc này bị phản đối, ông đã đạt được sự đồng thuận nhờ hiệp ước Versailles (1768). |
| Giovanni Battista Negrone (1714 – 1771)              |         |           | 16 tháng 2 năm 1769 – 26 tháng 1 năm 1771   | Ông nổi bật trong nhiệm kỳ với việc bãi bỏ nhà tù tôn giáo và nỗ lực hủy bỏ tra tấn (dù bị phản đối). Mất trước khi kết thúc nhiệm kỳ. |
| Giovanni Battista Cambiaso (1711 – 1772)             |         |           | 16 tháng 4 năm 1771 – 23 tháng 12 năm 1772  | Ông nổi bật với việc đầu tư cá nhân lớn vào xây dựng đường "Camblasia" nối San Pier d'Arena với Novi Ligure, thúc đẩy kinh tế vùng val Polcevera và thuận tiện hóa giao thông đến tài sản gia đình. Ông cũng trùng tu Dinh Tổng trấn và được vinh danh bằng một bức tượng do Thượng viện dựng khi ông còn sống. Mất khi đang tại vị. |
| Ferdinando Spinola (1692 – 1778)                     |         |           | 7 – 12 tháng 1 năm 1773                     | Được bầu làm Tổng trấn, tuy nhiên đã từ chối chức vụ do tuổi cao, sức khỏe yếu và vì là lãnh chúa của vùng thuộc quyền Habsburg (trái với luật Genova). Sau gần 2 tuần thì ông chính thức thoái vị. |
| Pier Francesco Grimaldi (1715 – 1791)                |         |           | 26 tháng 1 năm 1773 – 26 tháng 1 năm 1775   | Do kinh tế Genova suy giảm, lễ đăng quang của ông được tổ chức đơn giản, với chi phí hạn chế và ít người tham dự. Trong nhiệm kỳ, ông trì hoãn việc thi hành lệnh giải thể Dòng Tên và Genova là thành phố Ý cuối cùng thực hiện việc này. Ông cũng giới hạn quyền tị nạn trong nhà thờ cho tội phạm. Cuối nhiệm kỳ, ông lâm bệnh nhưng hồi phục và kết thúc chức vụ bình thường. |
| Brizio Giustiniani (1713 – 1778)                     |         |           | 31 tháng 1 năm 1775 – 31 tháng 1 năm 1777   | Ông có tính cách kín đáo và không ưa xa hoa, và lễ đăng quang của ông bị trì hoãn đến 5 tháng sau, trong khi đó ông yêu cầu không được nhắc đến bản thân trong bài diễn văn nhậm chức. Trong nhiệm kỳ, ông cho lắp kính các cửa sổ gần sân trong của Dinh Tổng trấn. |
| Giuseppe Lomellini (1723 – 1803)                     |         |           | 4 tháng 2 năm 1777 – 4 tháng 2 năm 1779     | Trong nhiệm kỳ, xảy ra vụ hỏa hoạn lớn tại Dinh Tổng trấn vào ngày 3 tháng 11 năm 1777, sau đó được nhanh chóng trùng tu. Năm sau, quyết định xây dựng "Strada Nuovissima" (nay là via Cairoli) được ban hành. |
| Giacomo Maria Brignole (1723 – 1803)                 |         |           | 4 tháng 3 năm 1779 – 4 tháng 3 năm 1781     | Nhiệm kỳ đầu của ông đối mặt với dịch đậu mùa nghiêm trọng tại Genova và các cuộc tấn công của hải tặc Barbary. Một chiến dịch thành công do Gerolamo Durazzo chỉ đạo đã giúp bắt giữ nhiều tàu và hơn 50 tù binh của hải tặc Algérie gần Bordighera. |
| Marco Antonio Gentile (1723 – 1798)                  |         |           | 8 tháng 3 năm 1781 – 8 tháng 3 năm 1783     | Dù bị đồn là người mang điềm xui do sét đánh và thiên tai xảy ra ngay sau khi được bầu, ông vẫn được kính trọng vì đã đóng góp lớn cho văn hóa và khoa học: phát triển thư viện, mở rộng vườn thực vật và là vị Tổng trấn đầu tiên viếng thăm một trường đại học. Ông cũng ủng hộ chính sách đối ngoại năng động hơn, thiên về liên minh với Áo và Anh. |
| Giovanni Battista Ayroli (1731 – 1808)               |         |           | 6 tháng 5 năm 1783 – 6 tháng 5 năm 1785     | Là lãnh đạo phe bảo thủ và bị đồn rằng mua phiếu bầu nhắm đắc cử chức vụ. Trong nhiệm kỳ, ông thành lập Học viện Khoa học mới và đón tiếp nhiều nhân vật hoàng gia như hoàng đế Joseph II, vua Thụy Điển Gustav III và công tước Milan cùng vợ. |
| Gian Carlo Pallavicino (1722 – 1794)                 |         |           | 6 tháng 6 năm 1785 – 6 tháng 6 năm 1787     | Là người thuộc phe tự do. Trong nhiệm kỳ, ông thành lập Hội Kinh tế và Văn học đầu tiên ở Genova vào năm 1786 nhằm thúc đẩy nông nghiệp, thương mại và nghệ thuật. Sau đó, các hội tương tự ra đời tại Chiavari, Albenga và Savona. |
| Raffaele Agostino De Ferrari (1732 – 1801)           |         |           | 4 tháng 7 năm 1787 – 4 tháng 7 năm 1789     | Trong nhiệm kỳ, vào ngày 11 tháng 8 năm 1788, hải quân Genova bắt được một tàu cướp biển Algeria gần Bordighera, bắt giữ 117 thủy thủ Thổ Nhĩ Kỳ, trong đó 50 người bị giết. |
| Alerame Maria Pallavicini (1730 – 1805)              |         |           | 30 tháng 7 năm 1789 – 30 tháng 7 năm 1791   | Trong nhiệm kỳ, ông xử lý tranh chấp biên giới với Công quốc Savoia và theo dõi diễn biến Cách mạng Pháp. Ông cho đúc tiền vàng bạc mới, mua một tàu chiến Anh để chống cướp biển, và nhận một con ngựa Ả Rập làm quà từ bey xứ Costantina. |
| Michelangelo Cambiaso (1738 – 1813)                  |         |           | 3 tháng 9 năm 1791 – 3 tháng 9 năm 1793     | Ông được các sử gia đương thời đánh giá cao vì thái độ ôn hòa và cởi mở. Trong bối cảnh Cách mạng Pháp, ông giúp duy trì ổn định chính trị - xã hội cho Genoa. Dưới sự lãnh đạo của ông, Cộng hòa Genoa tuyên bố trung lập vào ngày 1 tháng 6 năm 1792 và từ chối đề nghị chiếm đóng cảng Savona của Pháp, giữ vững vị thế trung lập dù có áp lực từ các thế lực lớn. |
| Giuseppe Maria Doria (17380– 1816)                   |         |           | 16 tháng 9 năm 1793 – 16 tháng 9 năm 1795   | Bị buộc phải lên ngôi .Trong nhiệm kỳ, ông đối đầu với phái viên Pháp và phải giải quyết một khủng hoảng ngoại giao nghiêm trọng: vụ hai tàu Anh tấn công tàu Pháp Modesta tại cảng Genoa khiến Pháp buộc tội Genoa đồng lõa. Doria đã dàn xếp căng thẳng với Pháp bằng cách bồi thường 4 triệu lire, nhưng điều này lại khiến Anh phản đối và yêu cầu chấm dứt quan hệ với Pháp. |
| Giacomo Maria Brignole (1723 – 1803)                 |         |           | 17 tháng 11 năm 1795 – 17 tháng 6 năm 1797  | Đăng quang lần thứ hai và là Tổng trấn 2 lần duy nhất trong thời kỳ hai năm bầu cử của Genova. Trong bối cảnh hỗn loạn và áp lực từ quân đội Napoleon, ông giữ chính sách trung lập, từ chối lễ đăng quang. Tuy nhiên, các chiến thắng của Napoleon và ảnh hưởng từ các nhóm ủng hộ Pháp gây chia rẽ nội bộ Genova. Sau các cuộc nổi loạn của phe Jacobin vào tháng 5 năm 1797, ông cùng Thượng viện cử phái đoàn đàm phán với Napoleon, dẫn đến việc thành lập chính phủ lâm thời do chính Brignole đứng đầu từ ngày 14 tháng 6 năm 1797, với mục tiêu soạn hiến pháp dân chủ. Chức danh Tổng trấn bị bãi bỏ sau đó 3 ngày. |

### Cộng hòa Liguria(1802-1805)[g]
| Tên (Sinh – mất)                     | Gia huy | Chân dung | Thời gian giữ chức                       | Ghi chú |
| ------------------------------------ | ------- | --------- | ---------------------------------------- | --- |
| Girolamo Luigi Durazzo (1739 – 1809) |         |           | 10 tháng 8 năm 1802 – 4 tháng 6 năm 1805 | Tổng trấn đầu tiên (và duy nhất) của Cộng hòa Liguria. Cộng hòa sau đó bị giải thể và sáp nhập vào Đế quốc Pháp. |